# Domingo Faustino Sarmiento
Domingo Faustino Sarmiento (San Juan, Intendencia de Córdoba del Tucumán, 15 de febrero de 1811-Asunción, 11 de septiembre de 1888) fue un político, escritor, docente, periodista, militar y estadista argentino; gobernador de la provincia de San Juan (1862-1864), presidente de la Nación Argentina (1868-1874), senador nacional por su provincia (1874-1879) y ministro del Interior (1879).
Es considerado como un gran prosista castellano. Colaboró tanto en la educación pública como en el progreso científico de su país.

## Biografía

### Nacimiento y familia

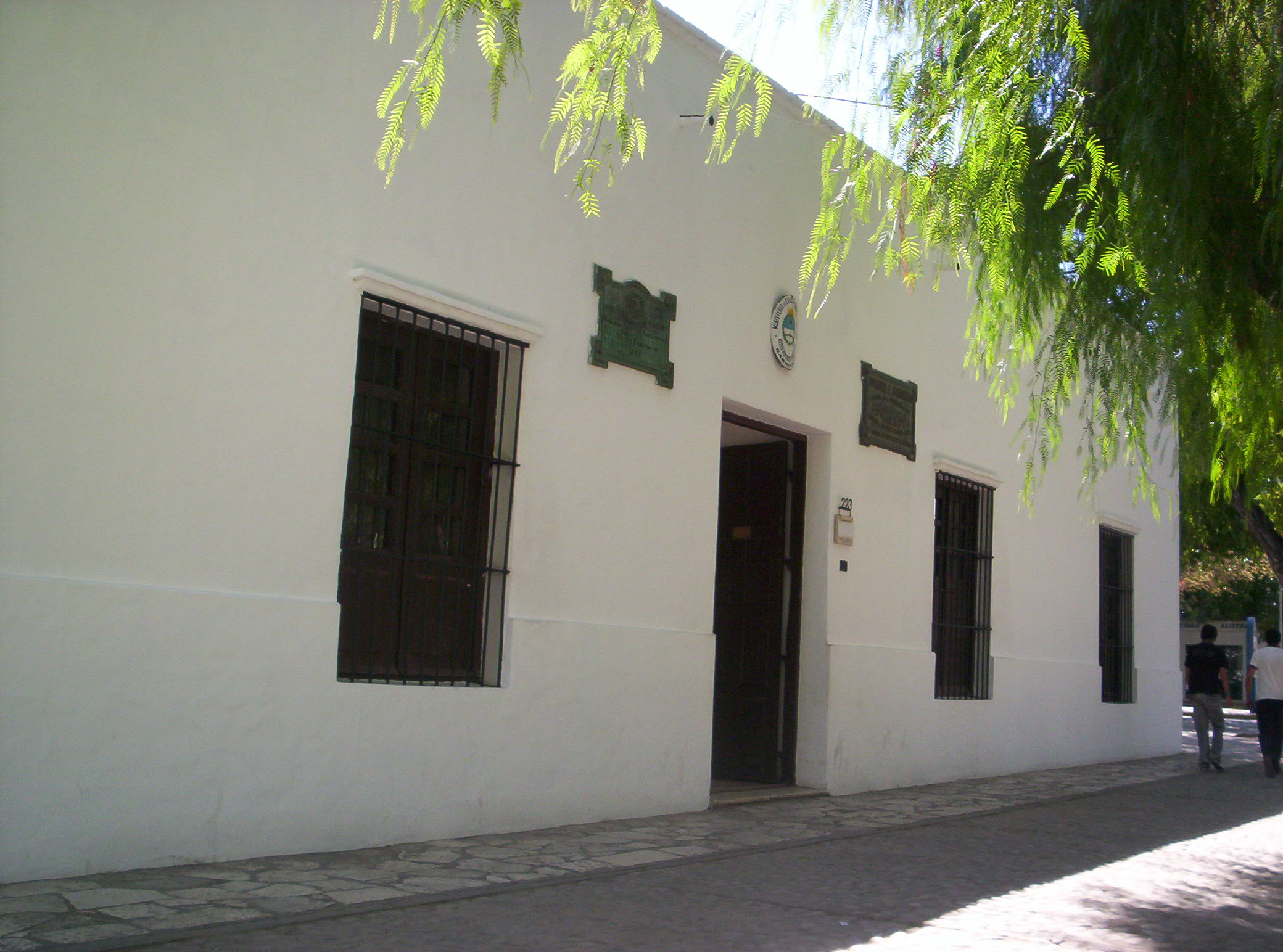
Fachada actual de la casa natal de Sarmiento, en San Juan

Nació el 15 de febrero de 1811 en una casa del barrio Carrascal, uno de los más humildes de la ciudad de San Juan, capital de la actual provincia homónima, hijo de José Clemente Cecilio Quiroga Sarmiento y Paula Zoila Albarracín Irrazábal.
Su nombre de bautismo era «Faustino Valentín Quiroga Sarmiento». Los nombres le fueron dados por los santos de ese nombre, san Valentín y san Faustino, del cual el segundo era el del día de su nacimiento. Sin embargo, ni sus familiares ni sus amigos lo llamaban «Valentín». Según algunas fuentes, el nombre «Domingo» se le adjudicó luego en una casa paterna, siendo tradicional que muchos miembros de su familia lo llevaran o utilizaran. Este nombre no figuraba en su partida de nacimiento.

### Educación
Sus primeros maestros fueron su padre y su tío José Manuel Quiroga Sarmiento, quienes comenzaron a enseñarle lectura a los cuatro años. Entre 1816 y 1821, asistió a una de las llamadas «Escuelas de la Patria», fundadas por los gobiernos de la Revolución, donde tuvo como educadores a los hermanos Ignacio y José Rodríguez, maestros profesionales.
Finalizados estos estudios, su madre sugirió que cursara el seminario en Córdoba, pero Sarmiento se negó, tramitando una beca para ingresar al Colegio de Ciencias Morales en Buenos Aires que no le fue concedida —las becas se daban por sorteo o por contactos; Sarmiento no fue sorteado y al no contar con dinero suficiente ni con familiares ni amigos influyentes no pudo continuar con sus estudios—. Sarmiento debió quedarse en San Juan y a partir de entonces fue un autodidacta. Un amigo ingeniero lo ayudó con las matemáticas, su tío fray José de Oro lo ayudó en latín y teología, en sus ratos libres.

### Adolescencia
En 1823 trabajó como asistente de Víctor Barreau en la Oficina de Topografía de San Juan. En 1825 su tío José de Oro fue desterrado a San Francisco del Monte, provincia de San Luis, y Sarmiento lo acompañó —actualmente, la localidad se llama San Francisco del Monte de Oro en homenaje al rebelde fraile y maestro—. Allí en 1826 fundaron una escuela, el primer contacto de Sarmiento con la educación, con siete alumnos, todos mayores que Sarmiento, que contaba con 15 años de edad. La escuela funcionaba al aire libre en medio de unos peñascos al lado de los cuales se deslizaban las aguas de un arroyo. Tiempo después, una pariente suya le confió una tienda en San Juan y como la clientela era escasa, se lo pasaba leyendo, y salía con su libro afuera de la casa cuando la luz era bastante escasa en el interior.
En 1827 fue reclutado por el ejército provincial, comandado entonces por el gobernador Manuel Quiroga Sarmiento, del ejército federal. Según sus propios relatos, Sarmiento, como alférez de milicia, debía realizar tareas que lo incomodaban. Presentó un reclamo y fue citado por el gobernador, ante quien pidió ser tratado con equidad; pero esto fue tomado como un desacato y fue enviado a prisión. Este hecho, sumado a otros enfrentamientos personales con integrantes del Partido Federal, lo decidieron a apoyar la causa unitaria: se incorporó al ejército comandado por José María Paz, quien le otorgó la jerarquía de oficial en los ejércitos que mandaba. Asistió a la campaña de Cuyo, al mando del general José Videla Castillo y se encontró en la batalla del Rodeo de Chacón en marzo de 1831, que significó la definitiva victoria federal en las provincias cuyanas.

### Exilios en Chile (1831-1836 y 1840-1851)

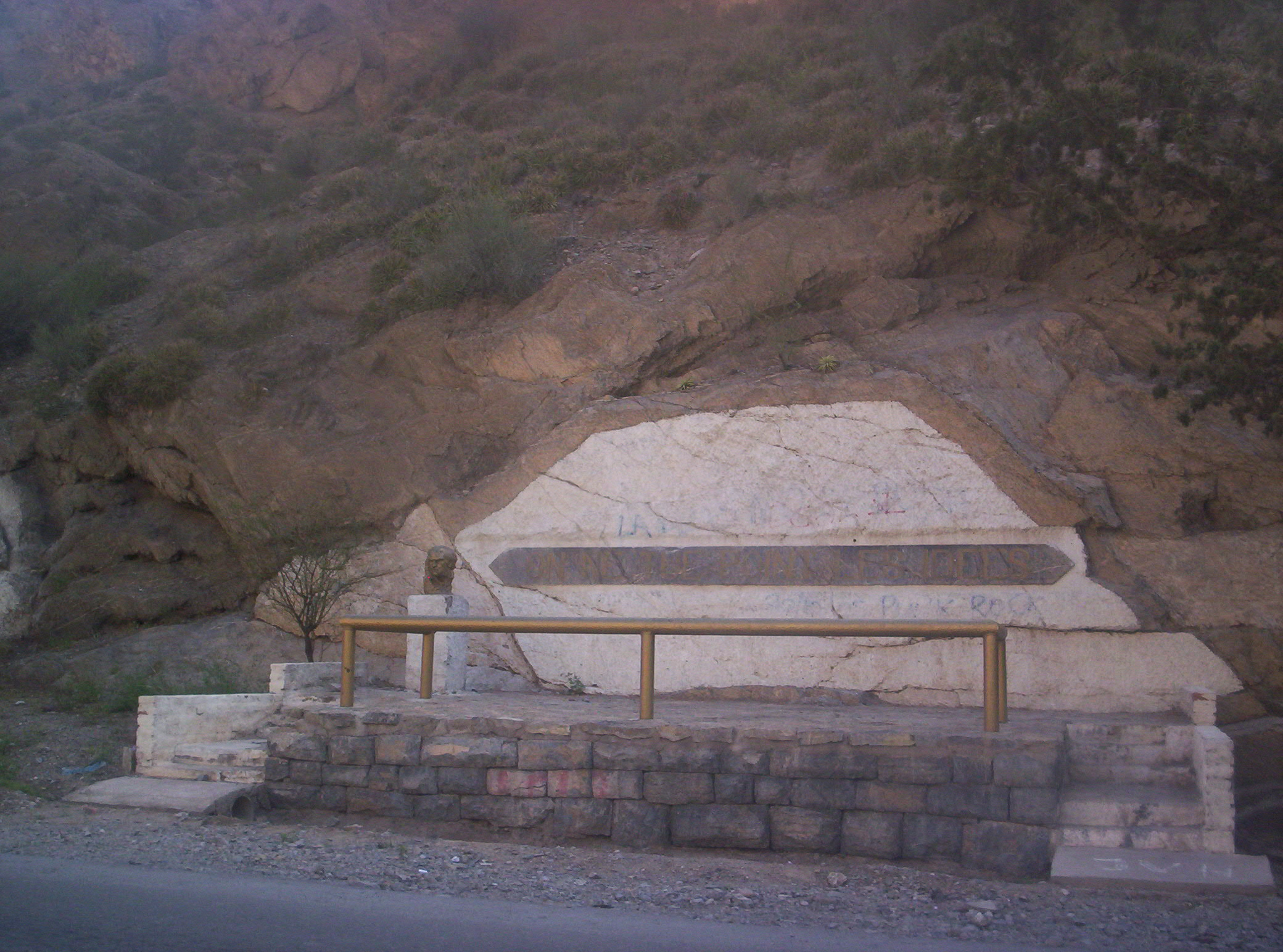
ON NE TUE POINT LES IDÉES o Las ideas no se matan, escrito por Sarmiento en las inmediaciones de la Quebrada de Zonda, en San Juan, en su paso al exilio en Chile. Vista al monolito levantado al pie de las sierras

Debido a la derrota unitaria, en 1831 se vio obligado a emigrar a Chile, donde desempeñó distintas actividades para subsistir: fue dependiente de comercio y mayordomo de mineros en la mina "La Colorada", donde trabajó con muchos sanjuaninos emigrados. Más tarde, fue nombrado maestro de escuela con el sueldo mensual de 13 $ por la municipalidad de Los Andes. Allí, con María Jesús del Canto, una alumna con quien nunca se casó, tuvo a su única hija, Ana Faustina Sarmiento, quien posteriormente fue la madre de Augusto Belín y Eugenia Belín.
En 1836, mientras se desempeñaba como minero, contrajo fiebre tifoidea; a pedido de su familia, el entonces gobernador de San Juan, Nazario Benavídez, le permitió volver a la Argentina. De regreso, junto con su hija, a su ciudad natal, formó parte de la Sociedad Dramática Filarmónica, y luego fundó la Sociedad Literaria (1838), filial de la Asociación de Mayo; comenzó a participar de actividades artísticas, teniendo contacto con la Generación de 1837 y retomó la actividad política. De hecho la sede del grupo artístico del que formaba parte fue utilizada como centro de reunión de quienes se oponían a Juan Manuel de Rosas, por entonces gobernador de Buenos Aires y encargado de las Relaciones Exteriores de Argentina. En 1839 fundó el Colegio de Pensionistas de Santa Rosa, un instituto secundario para señoritas, y crea el periódico El Zonda, desde el cual dirigió duras críticas al gobierno.
Debido a sus constantes ataques al gobierno federal, el 18 de noviembre de 1840 fue apresado y nuevamente obligado a exiliarse en Chile. Allí se dedicó de lleno a la actividad cultural. Escribió para los periódicos El Mercurio, El Heraldo Nacional y El Nacional; y fundó El Progreso. En 1842 fue designado por el entonces ministro de Instrucción Pública, Manuel Montt Torres para dirigir la Escuela Normal de Preceptores, la primera institución latinoamericana especializada en preparar maestros. También impulsó el romanticismo, llegando a polemizar con Andrés Bello. Su labor como pedagogo fue reconocida por la Universidad de Chile, que lo nombró miembro fundador de la Facultad de Filosofía y Humanidades. En 1845 el presidente chileno Manuel Montt Torres le encomendó la tarea de estudiar los sistemas educativos de Europa y Estados Unidos. Durante su paso por Francia aprovechó para encontrarse con José de San Martín que vivía exiliado por propia voluntad en su residencia de Grand Bourg.
Una vez finalizado su viaje por el mundo, en 1848 se casó en Santiago de Chile con Benita Agustina Martínez Pastoriza, viuda de su amigo Domingo Castro y Calvo, y adoptó al hijo de estos, Domingo Fidel Castro, Dominguito, y se instaló en el barrio Yungay de la capital chilena. Durante un año se dedicó de lleno a escribir, y fruto de ello son Viajes por Europa, África y América, en el cual escribió sobre lo observado en sus viajes, y Educación popular, donde transcribió gran parte de su pensamiento educativo, y su proyecto de educación pública, gratuita y laica. Al año siguiente se separó de su esposa. En 1851 regresó a la Argentina, donde se unió al Ejército Grande del general Justo José de Urquiza.

### «Dominguito»
En medio de la larga vida de Sarmiento se destacó el joven «Dominguito», Domingo Fidel Castro —hijo del comerciante chileno Domingo Castro y Calvo y Benita Martínez Pastoriza—, nacido en la capital chilena en 1845. Siendo muy pequeño, murió su padre y, tiempo después, su madre se casó con Sarmiento, quien lo adoptó en 1848. A los cuatro años, Dominguito aprendió a leer; en su país natal cursó estudios primarios y terminó el bachillerato en Argentina.
Al estallar la Guerra de la Triple Alianza, y pese a la oposición de su madre, Dominguito decidió alistarse en el ejército argentino con el grado de capitán. En septiembre de 1866, durante la batalla de Curupayty, Dominguito fue herido de muerte; tenía veintiún años de edad. Sarmiento desempeñaba entonces el cargo de ministro plenipotenciario de la Argentina en Estados Unidos, donde recibió la noticia de la muerte de su hijo adoptivo por medio de los enviados especiales de Bartolomé Mitre. La noticia lo sumió en una profunda depresión. Poco tiempo después, Sarmiento renunció al cargo diplomático y emprendió el regreso a Buenos Aires. Ya en la capital argentina, se dirigió al cementerio, donde se encontraba la tumba de Dominguito, y muy devastado pasó allí un largo rato. Años después escribió la biografía de su hijo adoptivo, Vida de Dominguito.

### Carrera política

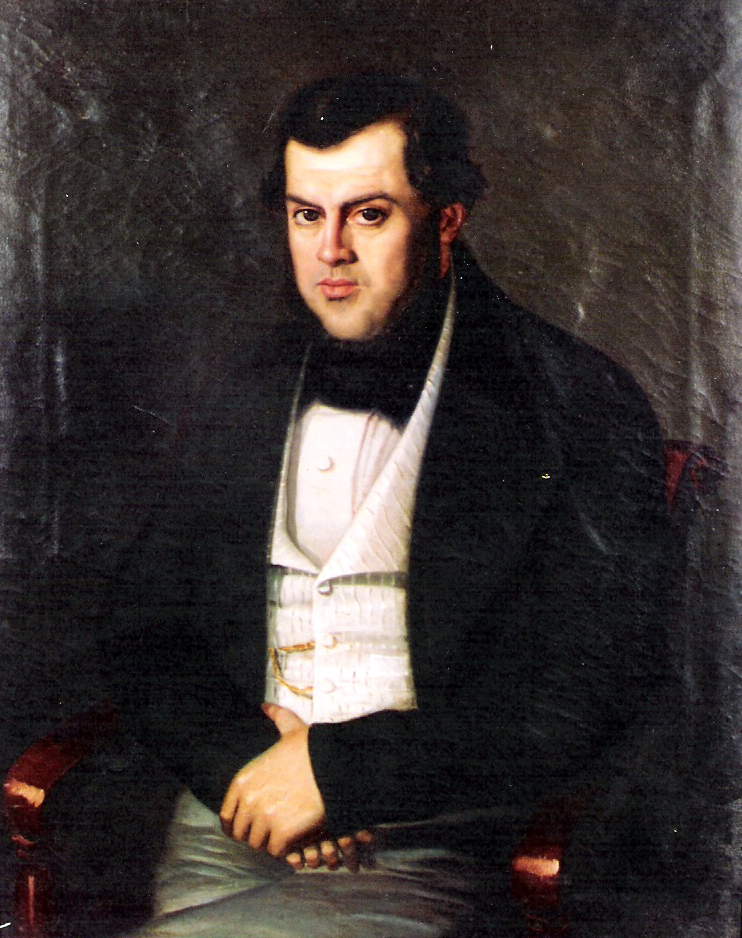
Sarmiento en 1845 retratado por Benjamín Franklin Rawson

En 1851 Sarmiento ingresó como gacetillero en el ejército de Justo José de Urquiza hasta la batalla de Caseros. Luego de la caída de Juan Manuel de Rosas se instaló en Buenos Aires, pero entró en conflicto con Urquiza y se vio obligado a volver a Chile. Durante este periodo entabló discusiones con Juan Bautista Alberdi acerca de la política del país. La polémica ideológica se limitaba al liberalismo, pensamiento al que ambos adscribían. Los dos pensadores eran partidarios del constitucionalismo, del contractualismo, de la democracia, de la república, de la inmigración, de la educación y del progreso. Sus enfrentamientos fueron políticos más que ideológicos. El sanjuanino expuso sus opiniones en las Ciento y una mientras que el tucumano las expresó en las Cartas quillotanas. A pesar de sus diferencias los dos políticos fueron los padres de la Constitución argentina de 1853 que dio forma al poder constituyente originario del estado argentino y permitió el inicio de la época constitucional de la historia argentina.
Durante su estadía en Chile fue miembro de la logia masónica Unión Fraternal de la Ciudad de Valparaíso, fundada el 27 de julio de 1853.
En 1855 regresó a la Argentina y fue redactor del diario El Nacional y actuó como miembro consultivo de la provincia de Buenos Aires. Al año siguiente fue elegido concejal municipal de la ciudad de Buenos Aires.
En 1857 y 1860 fue elegido senador y mientras tanto se desempeñó como jefe del Departamento de Escuelas. En 1860 fue miembro de la Convención Constituyente y, al asumir Bartolomé Mitre la gobernación de Buenos Aires, éste lo nombró Ministro de Gobierno.
Luego de la batalla de Pavón acompañó al general Wenceslao Paunero en la campaña a Cuyo. Allí fue designado gobernador de San Juan (1862) y apoyó la persecución de los federales locales, en dos campañas que terminaron con el asesinato del caudillo riojano Chacho Peñaloza. En abril de ese año renunció a la gobernación y el gobierno lo envió en misión diplomática a Chile, Perú y los Estados Unidos, donde escribió varios libros sobre política y educación. Desde el exterior rechazó los cargos de senador nacional por San Juan y de ministro del Interior del presidente Mitre.

### Gobernador de la provincia de San Juan

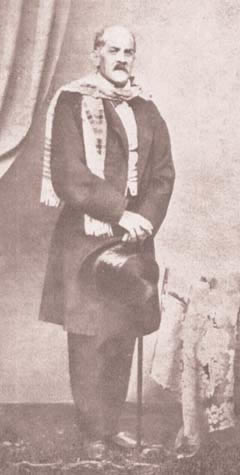
Daguerrotipo oficial de Sarmiento como gobernador de San Juan

Sarmiento arribó a San Juan como enviado nacional por parte del presidente Bartolomé Mitre y asumió el poder en 1862. Se encontró con la provincia empobrecida y dividida. Por eso, trató de ordenar las finanzas y de impulsar el modelo basado en la civilización y el progreso, por lo que logró, en tan solo dos años, cambiar por completo la fisonomía de su provincia con numerosas obras públicas de todo tipo.
En materia de educación y cultura, creó una Legislación que establecía la educación pública, gratuita y obligatoria, inauguró nuevas escuelas primarias, colegio Preparatorio, la Quinta Normal (actualmente Escuela de Enología) y Escuela de Minas (actualmente Escuela Industrial), ambas ubicadas en la ciudad de San Juan, y edita nuevamente El Zonda. En cuanto a obras públicas, incorporó alumbrado y empedrado público, apertura y ensanchamiento de calles, forestación, y confección del plano topográfico de la provincia de San Juan. Desde el punto de vista económico, fomento de la explotación minera (diputación de Minas, Compañía de Minas), leyes impositivas (patentes y sellos de justicia) y, en lo social, proyecto de colonización y desarrollo agrícola con los inmigrantes.
Sin embargo, la lucha, y la muerte del caudillo Chacho Peñaloza y la oposición interna que debió afrontar impidieron el logro total de sus proyectos y, ante la falta de apoyo de sus coprovincianos, renunció al gobierno en 1864.

## Presidencia de la Nación Argentina

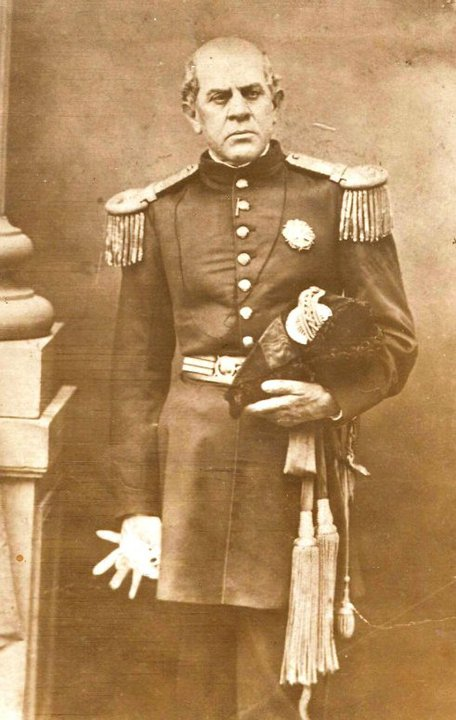
Sarmiento, visitando la Exposición Universal de París en 1867

Domingo Faustino Sarmiento fue propuesto como candidato a la presidencia de la Nación por un grupo de políticos del país, a iniciativa del coronel Lucio V. Mansilla. Mientras se encontraba en los Estados Unidos, fue elegido para el cargo en las elecciones nacionales de abril de 1868, y asumió el cargo el 12 de octubre de 1868.
La presidencia de Sarmiento fue la segunda de las presidencias históricas de Argentina. Estas presidencias históricas o fundacionales del estado argentino moderno tuvieron tres claros objetivos o metas: «nación, constitución y libertad». La nación entendida como la unión definitiva de las provincias argentinas como entidad superior a las partes que la componen. La Constitución como las bases de los derechos de las personas y del poder. La libertad concebida como principio del liberalismo que dio paso a la «civilización» y relegó a la «barbarie».
Dos días después de la asunción presidencial, el Congreso se reunió para una breve sesión extraordinaria, durante la cual se aprobó el presupuesto para el año siguiente, un crédito de cuatro millones de pesos y una suba en los derechos aduaneros, para solventar la continuidad de la Guerra del Paraguay.

#### Educación y cultura
Generalmente se acepta que Domingo Faustino Sarmiento centró la mayor parte de su esfuerzo gubernativo en la promoción de la educación, aunque algunos historiadores afirman que dio al menos igual importancia a la extensión de las comunicaciones en el país.
En cualquier caso, el impulso dado a la educación bajo el ministerio de Nicolás Avellaneda fue notable. Mediante la Ley de Subvenciones de 1871 —que asignaba a la educación pública las herencias sin sucesión directa y un octavo de las ventas de tierras públicas— garantizó los fondos para la creación de nuevas escuelas y la compra de materiales y libros. Durante su mandato, y con apoyo nacional, las provincias fundaron unas 800 escuelas de primeras letras, alcanzando a un total de 1816 escuelas, de las cuales el 27 % eran privadas; la población escolar se elevó de 30 000 a 110 000 alumnos.

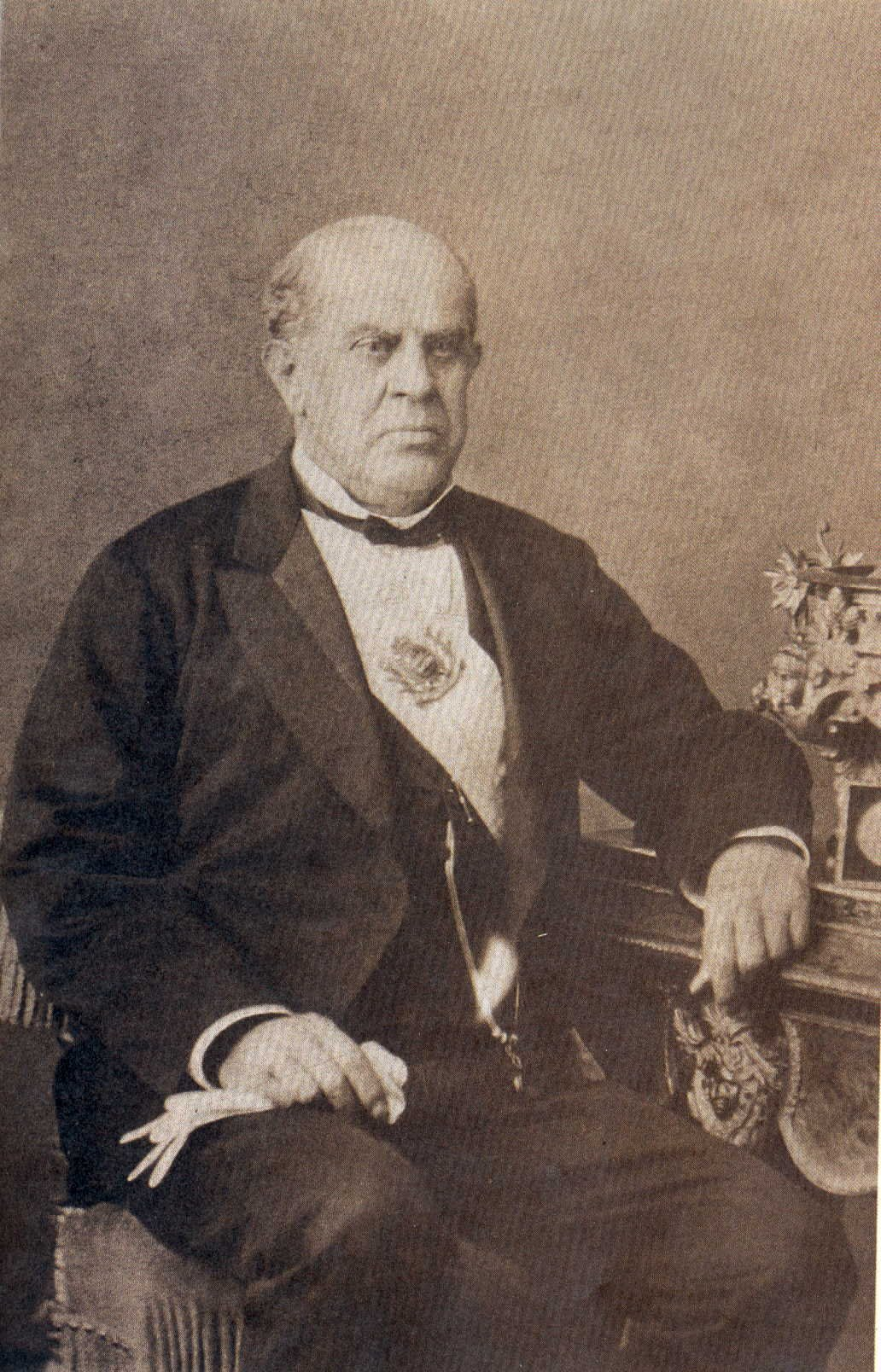
Domingo Faustino Sarmiento retratado con su banda presidencial en 1873.

A fin de garantizar la educación primaria, durante las presidencias de Sarmiento, Avellaneda y Roca se trajeron desde los Estados Unidos algo más de 75 docentes (71 mujeres y 4 hombres) para los profesorados de primaria (Escuelas Normales); creó las primeras escuelas normales, tomando como ejemplo la Escuela Normal de Paraná, fundada en 1870. Subvencionó la primera escuela para sordomudos, que era privada.
Continuando con la política de su antecesor, fundó los Colegios Nacionales de La Rioja, Santa Fe, San Luis, San Salvador de Jujuy, Santiago del Estero, Corrientes, San Nicolás de los Arroyos y de Rosario.
Fundó escuelas de arboricultura y agronomía en San Juan, Mendoza y, más tarde, en San Miguel de Tucumán y Salta.
En ese mismo año propició la creación y el desarrollo de la Comisión Nacional de Bibliotecas Populares (CONABIP), que hasta la actualidad fomenta el fortalecimiento de las bibliotecas populares en tanto organizaciones de la sociedad civil e impulsa su valoración pública como espacios físicos y sociales relevantes para el desarrollo comunitario y la construcción de ciudadanía. En la capital fundó la Biblioteca Nacional de Maestros.
Una de sus primeras decisiones fue realizar una Exposición de Artes y Productos Nacionales, que finalmente fue realizada en 1871 en la ciudad de Córdoba. La gente tomó este proyecto como una locura, pero terminó siendo un gran éxito. En ella se promovieron tejidos, curtiembres, fundiciones, tintorerías, y productos agropecuarios; todos de distintas regiones del país. Durante su visita a la exposición Sarmiento ostentó un traje de vicuña elaborado con telas nacionales y recibió además en premio una medalla por haber introducido el mimbre en el país. También se promocionó abundante maquinaria agrícola e industrial disponible para importar. Esta exposición inició la preocupación por las ciencias básicas, y de ese impulso surgieron la Academia de Ciencias de Córdoba –dirigida por el botánico alemán Germán Burmeister– y el Observatorio Nacional de Córdoba, dirigido por el astrónomo estadounidense Benjamín Gould.
En la Universidad Nacional de Córdoba se creó la Facultad de Ciencias Exactas, Física y Naturales, que dictaba la carrera de ingeniería. Por su iniciativa se crearon en la región cuyana las cátedras de mineralogía en los Colegios nacionales de Catamarca y de San Juan, que se convertirían en 1876 en la Escuela de Ingenieros de San Juan.
El 17 de abril de 1853 transformó la industria del vino de su país sumando nuevas cepas francesas, como el Malbec, y con la creación de la Quinta Agronómica de Mendoza, que luego se convirtió en la Facultad de Ciencias Agrarias. Hoy en día, el Malbec es uno de los principales protagonistas en el mercado argentino del vino, siendo un emblema de la viticultura del país.

#### Final de la Guerra del Paraguay
La Guerra de la Triple Alianza contra el Paraguay había estallado durante la presidencia de Mitre, que había comandado las fuerzas aliadas contra ese país hasta poco antes de bajar de la presidencia. Apenas había asumido Sarmiento la presidencia, se produjo el avance final de las tropas de Brasil hacia Asunción del Paraguay, que fue saqueada por los brasileños. El presidente de Paraguay Francisco Solano López, pese a la ocupación de la capital, organizó un nuevo ejército a cierta distancia. En respuesta, se formó bajo protección argentina y brasileña un gobierno provisional en Asunción.
Un ejército formado y dirigido principalmente por brasileños –en el que los argentinos tuvieron inicialmente alguna participación– se lanzó en persecución de Solano López, en la llamada Campaña de las Cordilleras; tras dos sangrientas victorias sobre los paraguayos, Solano López logró escabullirse hacia el límite norte del país, adonde fueron a buscarlo dos divisiones brasileñas, que lograron derrotarlo y darle muerte en el Combate de Cerro Corá, el 1 de marzo de 1870. La guerra había terminado.
El Paraguay quedó devastado: dependiendo de las fuentes, se estima que murió durante la contienda entre el 50 y el 90% de la población total, y perdió todos los territorios en disputa con sus vecinos, con excepción del Chaco Boreal.
La guerra significó también un enorme costo para la Argentina: en primer lugar, en vidas humanas, ya que murieron en la contienda más de 18 000 hombres, a los que se podrían sumar las víctimas del cólera, que fueron muchos miles; 15 000 solamente en la provincia de Buenos Aires. También, tuvo un enorme costo económico, ya que, a raíz del conflicto, la Argentina debió endeudarse hasta llegar a deber 9 000 000 de libras esterlinas.
Durante el último año de la guerra, se fundó el Colegio Militar de la Nación, cuyo primer director fue el húngaro Juan F. Czetz. La posibilidad de conflictos con Brasil a partir de las discusiones posteriores a la guerra impulsaron a Sarmiento a modernizar la escuadra de guerra: creó la Escuela Naval e incorporó varios buques, con lo que logró formar la primera escuadra argentina capaz de operar a un nivel comparable con las flotas de guerra del Brasil y Chile.

#### Los últimos caudillos federales en el litoral

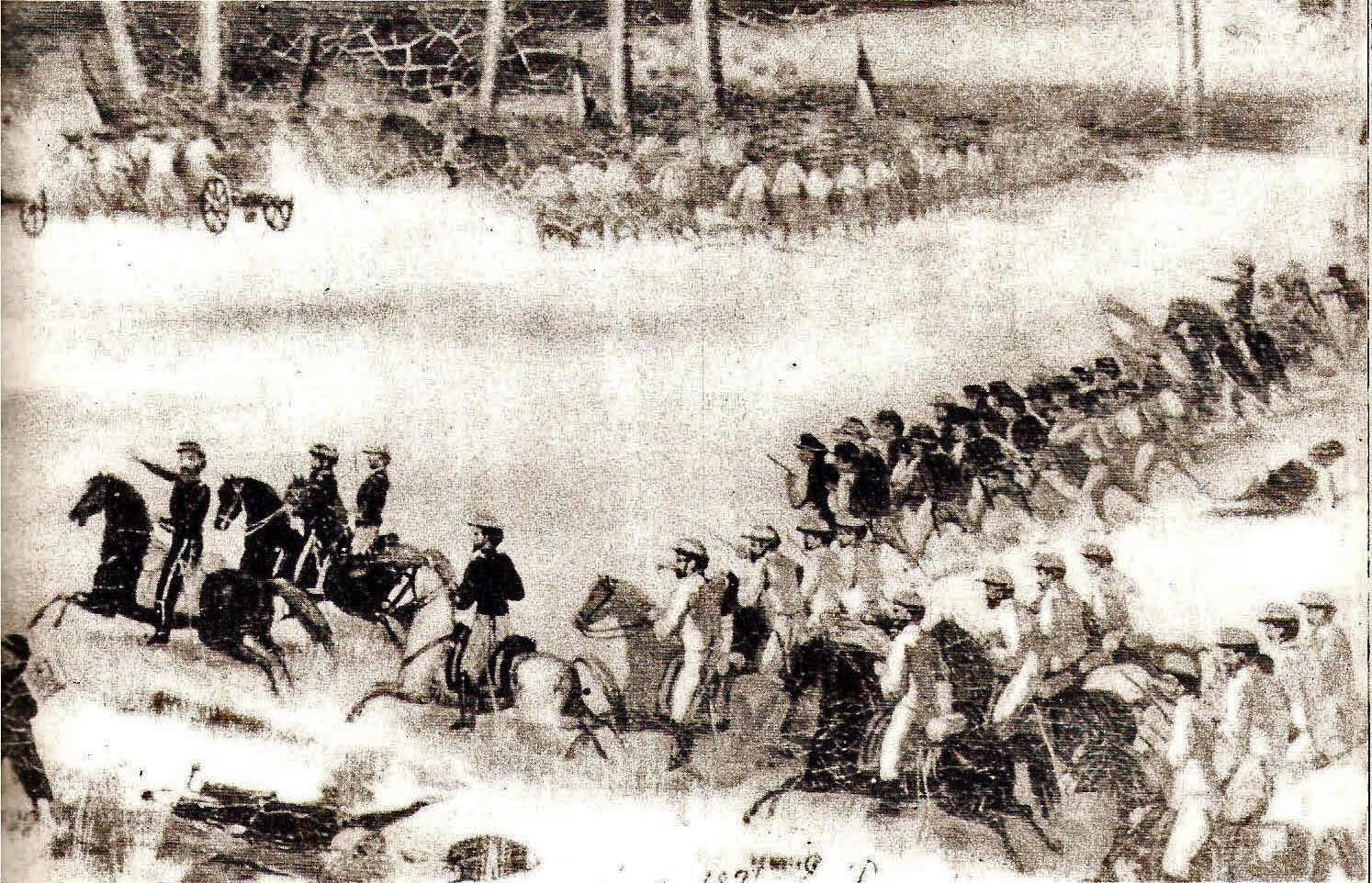
Batalla de Ñaembé

Tras la derrota de Felipe Varela aún quedaban tres provincias argentinas en manos federales: en Córdoba, la presión militar obligó a renunciar al gobernador Luque, y en Corrientes una revolución liberal derrocó al gobernador federal en mayo de 1868. Una tardía reacción federal fue aplastada por tropas del ejército nacional, trasladadas desde el frente paraguayo en defensa de un gobierno surgido de un golpe de Estado.
Solo quedaba Entre Ríos, donde Urquiza convivía pacíficamente con el gobierno nacional en contra de los deseos de muchos federales: a principios de 1870 había recibido en su mansión del Palacio San José al presidente, a quien ordenó dar los honores correspondientes. Poco después del final de la Guerra del Paraguay, el 11 de abril de 1870, el general Ricardo López Jordán inició una revolución, de la que resultó la muerte de Urquiza a manos del cordobés Simón Luengo. López Jordán fue elegido gobernador por la Legislatura.
El presidente Sarmiento envió a Entre Ríos un ejército formado por divisiones veteranas de la Guerra del Paraguay. El gobernador prohibió el ingreso de esas tropas a su provincia, pero el presidente ridiculizó la posibilidad de que se prohibiera la entrada de tropas nacionales en una provincia. Cuando el desembarco se produjo, López Jordán ordenó la movilización general de la provincia. Sarmiento declaró la guerra a Entre Ríos, aunque el Congreso de la Nación no autorizó la intervención federal a esa provincia hasta el mes de agosto.
Cuatro ejércitos avanzaron simultáneamente sobre la provincia; las tropas nacionales —superiores en armamento y disciplina— ocuparon las ciudades, por lo que López Jordán debió retirarse al interior de la provincia, donde los entrerrianos —con mejores caballos— se sostenían ventajosamente. Buscando abrir un nuevo frente, López Jordán invadió la provincia de Corrientes, pero el 26 de enero de 1871 fue completamente derrotado en la batalla de Ñaembé; poco después huyó al Brasil.
El Partido Federal entrerriano fue destruido, y los federales fueron desplazados de todos los puestos públicos, incluso los curas y los maestros.
En mayo de 1873, López Jordán volvió a insurreccionar su provincia, llegando a contar con 16 000 hombres, bien provisto de artillería e infantería. Sarmiento respondió poniendo precio a la cabeza de López Jordán —posibilidad que fue descartada por el Congreso— y decretando la intervención federal de Entre Ríos. Tres ejércitos ocuparon la provincia bajo el mando superior del Ministro de Guerra, Martín de Gainza. Nuevamente se sucedieron combates en toda la provincia, y varios oficiales jordanistas fueron fusilados; tras una sangrienta derrota, en diciembre López Jordán partía hacia el Uruguay.
El 22 de agosto de 1873, Sarmiento había sufrido un atentado mientras se dirigía hacia la casa de Vélez Sarsfield, en la ciudad de Buenos Aires; cuando transitaba por la actual esquina de Corrientes y Maipú, una explosión sacudió al coche en el que viajaba. El sanjuanino no la oyó porque ya padecía una profunda sordera. Los autores fueron dos anarquistas italianos, los hermanos Francisco y Pedro Guerri, que declararon haber sido contratados por hombres de López Jordán. El atentado falló porque a Francisco Guerri se le reventó el trabuco en la mano. Sarmiento salió ileso del atentado.

#### Población y sanidad
Una de las primeras medidas de Domingo Faustino Sarmiento como presidente de Argentina fue organizar el primer censo nacional, que se realizó en el año 1869; el mismo arrojó el resultado de 1 836 490 habitantes para el país. El 8% del total era inmigrantes europeos, el 70% era población rural, y el 71% del total era analfabeta.
Durante su mandato, tuvo un aumento importante la inmigración con la llegada de 280 000 inmigrantes, que se asentaron principalmente en la ciudad de Buenos Aires y —en menor medida— en colonias agrícolas en las provincias del Litoral.
El rápido aumento de la población en la capital generó problemas de vivienda e higiene a gran escala: en 1871, una epidemia de fiebre amarilla —probablemente a consecuencia de la guerra— causó la muerte en Buenos Aires de alrededor de 14 000 personas. El gobierno nacional en pleno huyó de la ciudad, por lo que la lucha contra la peste debió ser llevada adelante por una comisión. Esta dispuso la creación del Cementerio de la Chacarita y en los años siguientes se crearon las primeras redes de aguas corrientes y de cloacas de la ciudad.

#### Transportes y comunicaciones
Como presidente tuvo, en materia de transporte, como uno de sus principales objetivos la construcción de un ferrocarril trasandino que uniera el Atlántico con el Pacífico. Para ello, se favoreció la construcción del ramal desde Villa María (Córdoba) hasta Río Cuarto; también, se construyó el ramal desde Córdoba hasta Tucumán, y dos cortos ramales entre Concordia (Entre Ríos) y Mercedes (Corrientes), y entre Buenos Aires y Campana. La red ferroviaria pasó de 573 kilómetros en 1868 a 1331 en 1874. Como se planeaba extender el ferrocarril de Córdoba hacia al norte, contrató al ingeniero alemán José Enrique Rauch para que diseñase el trayecto desde Salta a la costa del Pacífico, lo que décadas más tarde se convertiría en el llamado Tren a las nubes.
Durante su mandato se tendieron unos 5000 km de líneas telegráficas, impulsadas por el presidente y su ministro, Vélez Sarsfield; en su mensaje al Congreso de 1873 pudo afirmar que «la línea de telégrafos ha sido completada y recorre toda la República». El 5 de agosto de 1874, en las postrimerías de su período presidencial, inauguraba la primera comunicación telegráfica con Europa. Decretó que el día de la inauguración del cable telegráfico, que en sus palabras convertía a todos los pueblos en «una familia sola y un barrio», fuese feriado nacional. La ceremonia contó con la presencia entre otros del ya exministro Vélez Sarfield, a quien Sarmiento atribuyó en el acto «el honor exclusivo de la atrevida idea y de la rápida ejecución de la red de telégrafos, que contribuye a dar paz a la República y bienestar a sus hijos».
Se construyeron algunos puertos, como los de Zárate y San Pedro (Buenos Aires). Se proyectó un puerto moderno en Buenos Aires, endeudándose el país en 30 millones de pesos para llevar adelante la obra, pero ese dinero fue malgastado en obras menores.
En 1873 se creó el Banco Nacional, que prestó el dinero a bajo interés o a deudores insolventes. La deuda pública —impulsada por la generada a raíz de la Guerra del Paraguay— llegó a niveles insostenibles, aunque la crisis económica resultante estallaría durante la gestión de su sucesor.

#### Relaciones exteriores
Durante la primera parte de su gestión, el canciller Mariano Varela pretendió llevar adelante una política casi idealista con respecto al futuro del Paraguay: su conocida frase «La victoria no da derechos» formaba parte de un intento de limitar las ambiciones expansionistas del Brasil. La respuesta del Brasil fue aprovechar esa misma política para hacer que el gobierno paraguayo protestara por la ocupación argentina de Villa Occidental, frente a Asunción. Cuando el embajador brasileño en Paraguay forzó cambios en el gobierno paraguayo, el presidente reemplazó a Varela por Carlos Tejedor.
En 1872, el Brasil firmó un tratado de límites con el Paraguay, por el que se adjudicaba todo el territorio en conflicto, y a continuación apoyó al Paraguay en su defensa contra las reclamaciones argentinas. Tejedor inició entonces una agresiva campaña para resolver cuanto antes los diferendos, que llevaron a un creciente enfrentamiento con el Brasil.
Las relaciones con Chile se centraron en la discusión sobre los derechos de ambos países sobre la Patagonia. En 1874 se decidió que un arbitraje del rey de Inglaterra solucionaría los diferendos entre ambos países.

#### Gabinete de ministros
| Ministerios del Gobierno de Domingo Faustino Sarmiento | Ministerios del Gobierno de Domingo Faustino Sarmiento       | Ministerios del Gobierno de Domingo Faustino Sarmiento                                                                              |
| Cartera                                                | Titular                                                      | Período |
| ------------------------------------------------------ | ------------------------------------------------------------ | --- |
| Ministerio del Interior                                | Dalmacio Vélez Sársfield Uladislao Frías                     | 12 de octubre de 1868-mayo de 1872 mayo de 1872-12 de octubre de 1874                                                               |
| Ministerio de Relaciones, Exteriores y Culto           | Mariano Varela Carlos Tejedor                                | 12 de octubre de 1868-17 de agosto de 1870 17 de agosto de 1870-12 de octubre de 1874                                               |
| Ministerio de Guerra y Marina                          | Martín de Gainza                                             | 12 de octubre de 1868-12 de octubre de 1874                                                                                         |
| Ministerio de Hacienda                                 | José Benjamín Gorostiaga Luis L. Domínguez Santiago Cortínez | 12 de octubre de 1868-13 de octubre de 1870 13 de octubre de 1870-13 de febrero de 1874 13 de febrero de 1874-12 de octubre de 1874 |
| Ministerio de Justicia e Instrucción Pública           | Nicolás Avellaneda Juan Crisóstomo Albarracín                | 12 de octubre de 1868-23 de noviembre de 1873 24 de noviembre de 1873-12 de octubre de 1874                                         |

## Últimos años

### Cargos posteriores
Al finalizar su mandato presidencial, Domingo Faustino Sarmiento transmitió la presidencia de la República Argentina a Nicolás Avellaneda, en 1874. En 1875, asumió como senador nacional por su provincia, cargo que abandonó en 1879 para asumir brevemente como ministro de Interior de Nicolás Avellaneda. Luego ocupó el cargo de Superintendente de Escuelas durante el gobierno de Julio Argentino Roca, pero renunció a causa de diferencias radicales con Avellaneda y el propio Roca. Sin embargo, durante la presidencia de Roca se promovió su proyecto de ley de educación pública. De este modo, las ideas educativas de Sarmiento conocieron su mayor concreción durante este periodo: creación del Consejo Nacional de Educación, convocatoria al Primer Congreso Pedagógico, promulgación de la Ley 1420 de Educación Común y creación de 600 escuelas. Gracias a esta políticas educativas, se consolidó la identidad de los argentinos y favoreció la asimilación de los inmigrantes.

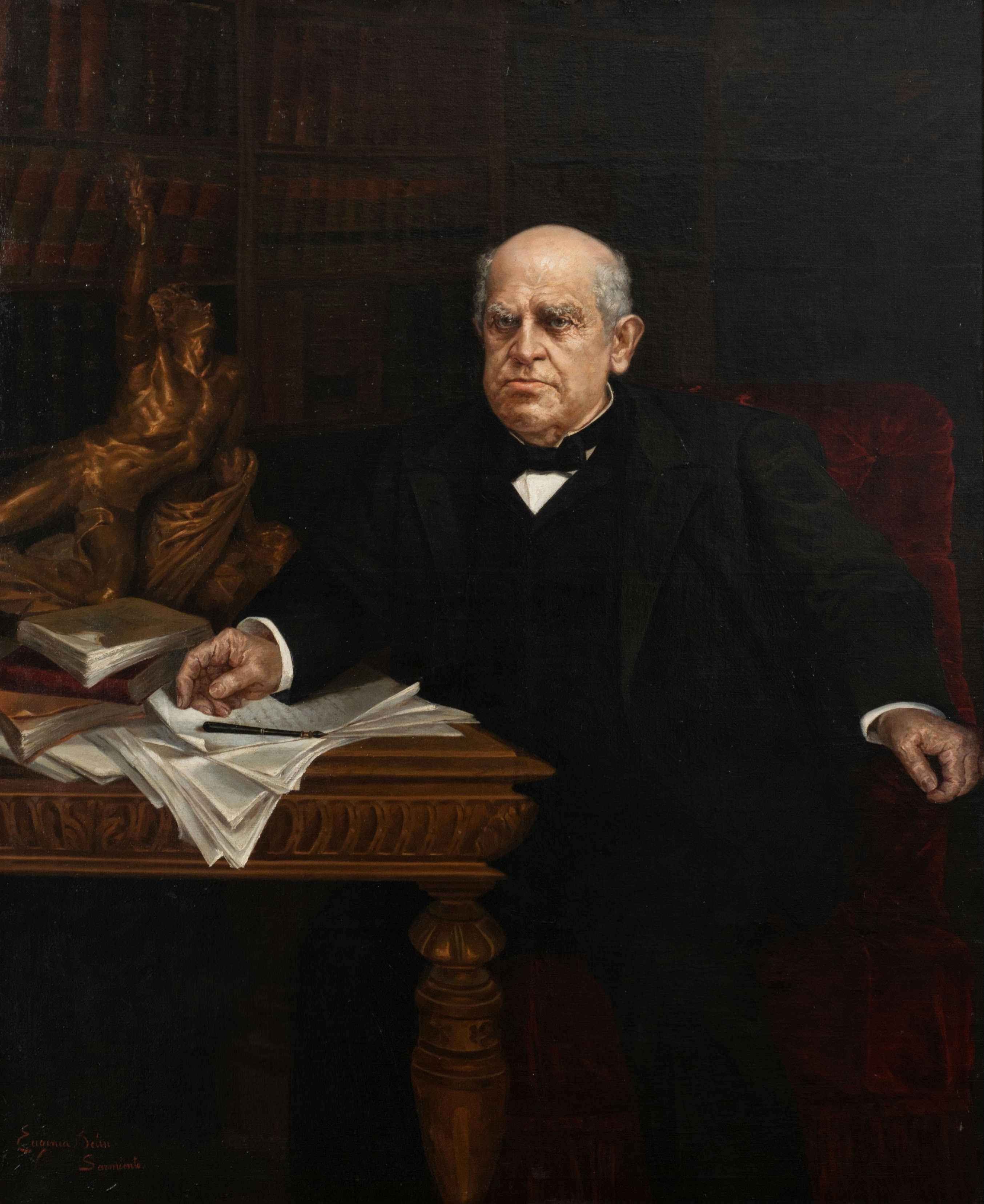
Domingo Faustino Sarmiento, retratado por su nieta Eugenia Belín. Museo Histórico Sarmiento, Buenos Aires. (c. 1884).

En 1885, fundó en Buenos Aires, el diario El Censor.

### Fallecimiento

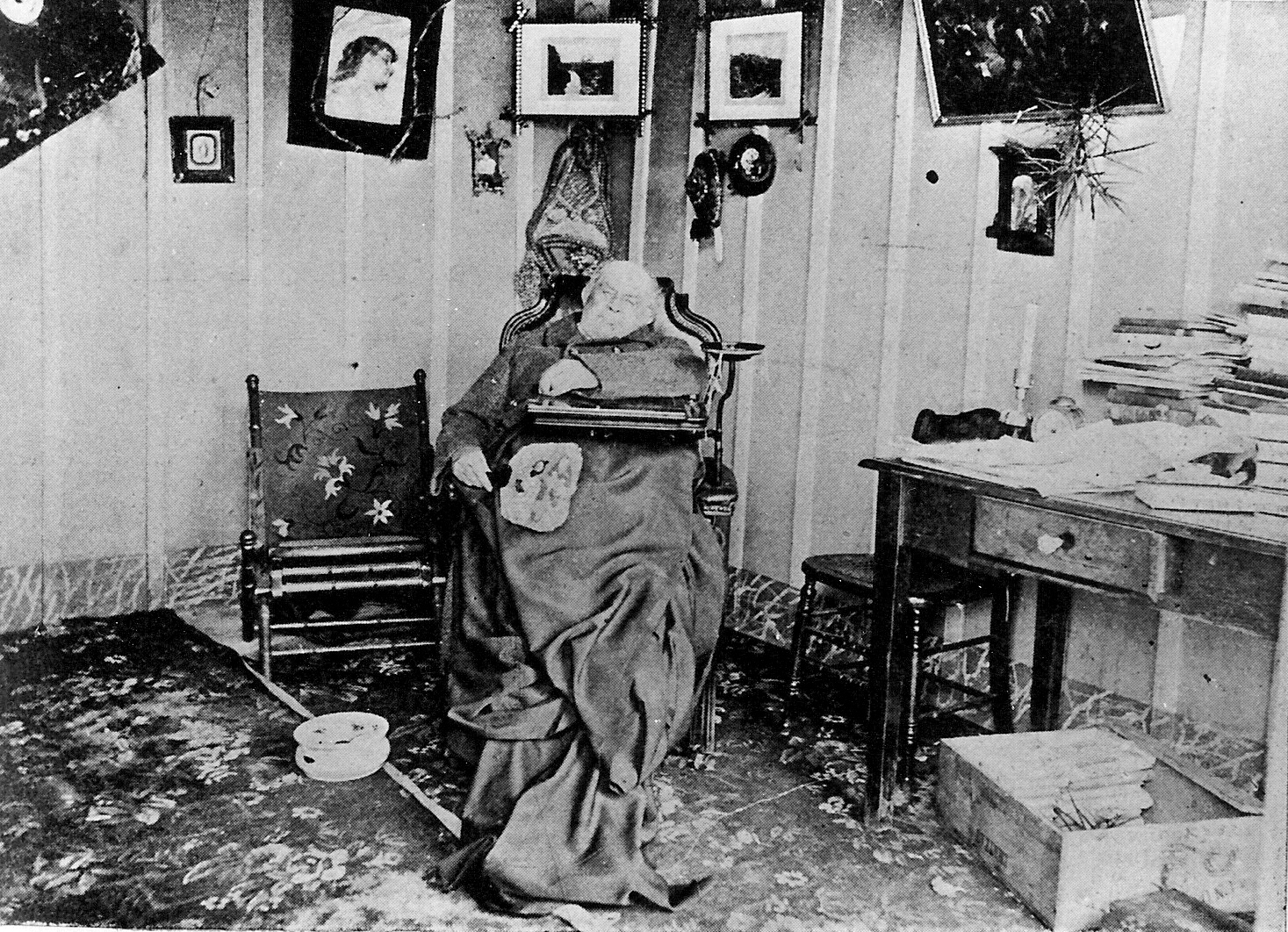
Foto post mortem de Sarmiento.

En 1887, Domingo Faustino Sarmiento viajó a Asunción del Paraguay. Regresó a Buenos Aires, pero ya anciano y con su salud deteriorada por la sordera y una insuficiencia cardiovascular y bronquial. Los médicos le aconsejaron alejarse de Buenos Aires para evitar el frío invierno de la ciudad. A comienzos de 1888 se embarcó con su hija Faustina y sus nietos para Asunción.
El 11 de septiembre de 1888, Sarmiento falleció en la capital paraguaya, a los 77 años de edad y sus restos fueron inhumados en el Cementerio de la Recoleta en Buenos Aires diez días después. Ante su tumba, Carlos Pellegrini sintetizó el juicio general: “Fue el cerebro más poderoso que haya producido la América".

## Obras

### Literatura
Domingo Faustino Sarmiento fue un gran escritor y se lo considera como uno de los grandes prosistas argentinos.
Ezequiel Martínez Estrada tuvo en Sarmiento una de sus fuentes de inspiración más definidas, y lo elogió al llamarlo

el más grande prosista del habla.

Miguel de Unamuno lo consideró, en referencia al siglo XIX, como

el escritor en lengua castellana más hondamente castizo que hemos tenido en el siglo pasado.

Pedro Henríquez Ureña describió los dotes de Sarmiento como escritor:

[...] tenía el ímpetu romántico pleno, la energía de la imaginación y el apasionado torrente de palabras, junto con viva percepción de los hechos y rápido fluir de pensamiento. Pero con todos esos dones no se resignaba a quedarse en mero escritor; sólo pensaba en servir a su patria argentina, a Chile, a toda la América española.

Jorge Luis Borges, aún señalando la existencia de incorrecciones en la prosa sarmientina, reconoció el carácter «eficacísimo» de su escritura:

No hay una de sus frases, examinada, que no sea corregible; cualquier hombre de letras puede señalar sus errores; las observaciones son lógicas, el texto original acaso no lo es; sin embargo ese incriminado texto es eficacísimo, aunque no sepamos por qué. [...] La virtud de la literatura de Sarmiento queda demostrada por su eficacia.

María Emma Carsuzán describió como «prejuiciosa suposición» las incorrecciones en la prosa de Sarmiento que algunos críticos suelen invocar, con énfasis en la abundancia de los galicismos y la ignorancia sobre los usos castizos:

Ahora bien, si los errores invocados atentan contra el casticismo, para disipar esta prejuiciosa suposición, son valiosísimas las opiniones del hablista habanero Mantilla, que casi no hizo correcciones gramaticales en la edición de Facundo sometida a su revisión, y se sorprendió al encontrar locuciones anticuadas y bien castizas; de Rojas, que atribuye algunos descuidos gramaticales al azar de la improvisación, no a la ignorancia, pues en otras partes son evitados, y que lo compara con los grandes prosistas españoles: «Venial es el galicismo en Sarmiento [...]»

En el decir de Carlos Altamirano y Beatriz Sarlo:

Hay una teoría romántica del impromptu a la cual los métodos de la escritura de Sarmiento no son ajenos: el movimiento, aun desordenado, de la escritura reproduce en la superficie del texto el oleaje de la inspiración, la percepción violenta e instantánea de la verdad literaria que es, a la vez, verdad histórica.

En la obra literaria de Sarmiento destacan:
- Mi defensa, 1843.

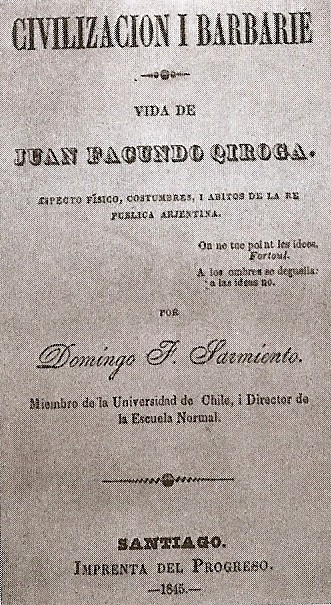
Facundo o civilización y barbarie en las pampas argentinas, (1845).

- Facundo o Civilización y Barbarie, 1845; Trata sobre el caudillo riojano Facundo Quiroga y las diferencias entre los federales y unitarios. Es una descripción de la vida social y política del país que tiene alcances sociológicos e históricos, pues ofrece en él una explicación sociológica del país fundada en el conflicto entre la «civilización» y la «barbarie», personificadas respectivamente en los medios urbano y rural. Es su obra principal y una de las encumbradas de la literatura latinoamericana.[65] La primera traducción al inglés, la hace Mary Mann, aparecida en 1868.[66]
- Vida de Aldao, 1845.
- Método gradual de enseñar a leer el castellano, 1845.
- Viajes por Europa, África y América, 1849; Autobiográfica.
- De la educación popular, 1849.
- Argirópolis, 1850.
- Recuerdos de provincia, 1850; Autobiografía.
- Campaña del Ejército Grande, 1852.
- Las ciento y una, 1853; serie de epístolas dirigidas a Juan Bautista Alberdi.
- Comentario a la Constitución de la Confederación Argentina, 1853.
- Memoria sobre educación común, 1856.
- El Chacho, 1865; sobre el caudillo riojano Ángel Vicente Peñaloza.
- Las escuelas, bases de la prosperidad, 1866.
- La infancia y educación de Abraham Lincoln, 1873.
- Conflicto y armonías de las razas en América, 1883. En esta obra desarrolla una concepción semejante a la de Facundo, pero encarada desde el punto de vista étnico. Su primer tomo es de 1883 y el segundo, póstumo, que según su autor es «Facundo llegado a la vejez».
- Vida de Dominguito, 1886; sobre su hijo adoptivo, muerto en la Guerra de la Triple Alianza.

Obras completas
Las obras completas de Sarmiento se publicaron entre 1884 y 1903. La edición estuvo a cargo de su nieto Augusto Belín Sarmiento y se compuso de cincuenta y tres tomos. Una segunda edición se publicó entre 1948 y 1956 por la editorial Luz de Día, en cincuenta y dos tomos.
- I. Artículos críticos y literarios (1841-1842)
- II. Artículos críticos y literarios (1842-1853)
- III. Mi defensa. Recuerdos de provincia. Necrologías y biografías
- IV. Ortografía - Instrucción pública (1841-1854)
- V. Viajes por Europa, África y América (1845-1847)
- VI. Política argentina (1841-1851)
- VII. Facundo. Aldao. El Chacho (1845-1863)
- VIII. Comentarios de la Constitución
- IX. Instituciones sudamericanas
- X. Legislación y progresos en Chile
- XI. Educación popular
- XII. Educación común
- XIII. Argirópolis
- XIV. Campaña en el Ejército grande
- XV. Las ciento y una. Época preconstitucional
- XVI. Provinciano en Buenos Aires. Porteño en las provincias
- XVII. La unión nacional
- XVIII. Discursos parlamentarios. Primer volumen
- XIX. Discursos parlamentarios. Segundo volumen
- XX. Discursos parlamentarios. Tercer volumen
- XXI. Discursos populares. Primer volumen
- XXII. Discursos populares. Segundo volumen
- XXIII. Inmigración y colonización
- XXIV. Organización del Estado de Buenos Aires
- XXV. Política del Estado de Buenos Aires (1855-1860)
- XXVI. El camino del Lacio
- XXVII. Abraham Lincoln.  Dalmacio Vélez Sarsfield
- XXVIII. Ideas pedagógicas
- XXIX. Ambas Américas
- XXX. Las escuelas. Base de la prosperidad y de la república en los Estados Unidos
- XXXI. Práctica constitucional. Primer volumen
- XXXII. Práctica constitucional. Segundo volumen
- XXXIII. Práctica constitucional. Tercer volumen
- XXXIV. Cuestiones americanas
- XXXV. Cuestiones americanas. Límites con Chile
- XXXVI. Condición del extranjero en América
- XXXVII. Conflicto y armonías de las razas en América
- XXXVIII. Conflicto y armonías de las razas en América. Segunda parte póstuma
- XXXIX. Las doctrinas revolucionarias (1874-1880)
- XL. Los desfallecimientos y los desvíos. Política de 1880
- XLI. Progresos generales. Vistas económicas
- XLII. Costumbres - Progresos (continuación)
- XLIII. Francisco J. Muñiz o Horacio Mann
- XLIV. Informes sobre educación
- XLV. Antonino Aberastain. Vida de Dominguito. Necronologías
- XLVI. Páginas literarias
- XLVII. Educar al soberano
- XLVIII. La escuela ultrapampeana
- XLIX. Memorias
- L. Papeles del Presidente (1868-1874). Primer volumen
- LI. Papeles del Presidente (1868-1874). Segundo volumen
- LII. Escritos diversos
- LIII. Índice general.  Índice onomástico

### Ciencia
Domingo Faustino Sarmiento realizó una importante contribución al saber gracias a su aporte como promotor del progreso científico y su acción y prédica constante a favor de la enseñanza y creación de instituciones científicas y culturales.
La acción de Sarmiento en la difusión de las ciencias occidentales, en un país periférico en el mundo de las ciencias como lo era la Argentina, fue la de consolidar un sistema científico independiente, enriqueciéndolo con los aportes de la más moderna ciencia europea.
Cuando ocupaba el cargo de ministro de Instrucción Pública de la provincia de Buenos Aires, llegó al país el científico Germán Burmeister. Cuando este era director del Museo de Buenos Aires, y en cumplimiento de una ley de 1869, Sarmiento le encomendó las gestiones para incorporar veinte profesores europeos para la enseñanza de ciencias exactas y naturales en la Universidad de Córdoba.
En la Argentina, las dos posturas que a nivel mundial se enfrentaban en el campo de las ciencias naturales estaban representadas por Florentino Ameghino, del lado del evolucionismo y por Burmeister, en el campo del creacionismo. Sarmiento, a pesar de que Burmeister era un científico consagrado en Europa, no dudó en apoyar las ideas de Ameghino, del cual decía en 1881:

Un paisano de Mercedes, Florentino Ameghino, que nadie conoce y es el único sabio argentino (...) que reconoce la Europa. Su apoyo lo convirtió en el primer científico argentino de relevancia internacional.

Durante su gestión como representante argentino en Estados Unidos logró que el astrónomo Benjamin Apthorp Gould aceptase viajar a la Argentina para crear un observatorio astronómico. Cuando Gould llegó a la Argentina, Sarmiento ya era presidente y había creado, en 1871, el Observatorio Astronómico de Córdoba, que adquirió en aquel entonces relevancia internacional. También a Sarmiento y Gould se deben la iniciación de los estudios de meteorología en Argentina al crearse, en 1872, la Oficina Meteorológica Nacional (primera en América del Sur y la tercera en el mundo, detrás de Hungría y Estados Unidos) que funcionó, hasta 1884, en Córdoba y luego se trasladó a Buenos Aires.
Exaltó siempre la figura del médico y paleontólogo aficionado Francisco Javier Muñiz.
Según una anécdota parece que el fútbol también le debe su impulso. En efecto, Alexander Hutton, padre fundador del fútbol argentino, y a la sazón, Rector del High School English, al solicitarle permiso a Sarmiento para enseñar el deporte de la pelota entre sus estudiantes (base del recordado Alumni), recibió esta respuesta:

Que aprendan, mi amigo, a las patadas pero que aprendan.

Desde su posición, Sarmiento defendió la educación de la mujer a la par de la del varón y mantuvo una fuerte amistad con Juana Manso, a quien consideró la única persona en América Latina que había interpretado su plan de educación. En una carta dirigida a ella, la saludó por el restablecimiento de los Anales de la Educación, y felicitó al gobierno argentino por esta decisión, además de aseverar que la mujer, por su instinto maternal, es el ser idóneo para encargarse de la educación infantil.

#### Innovación sobre el aprendizaje de la lectura

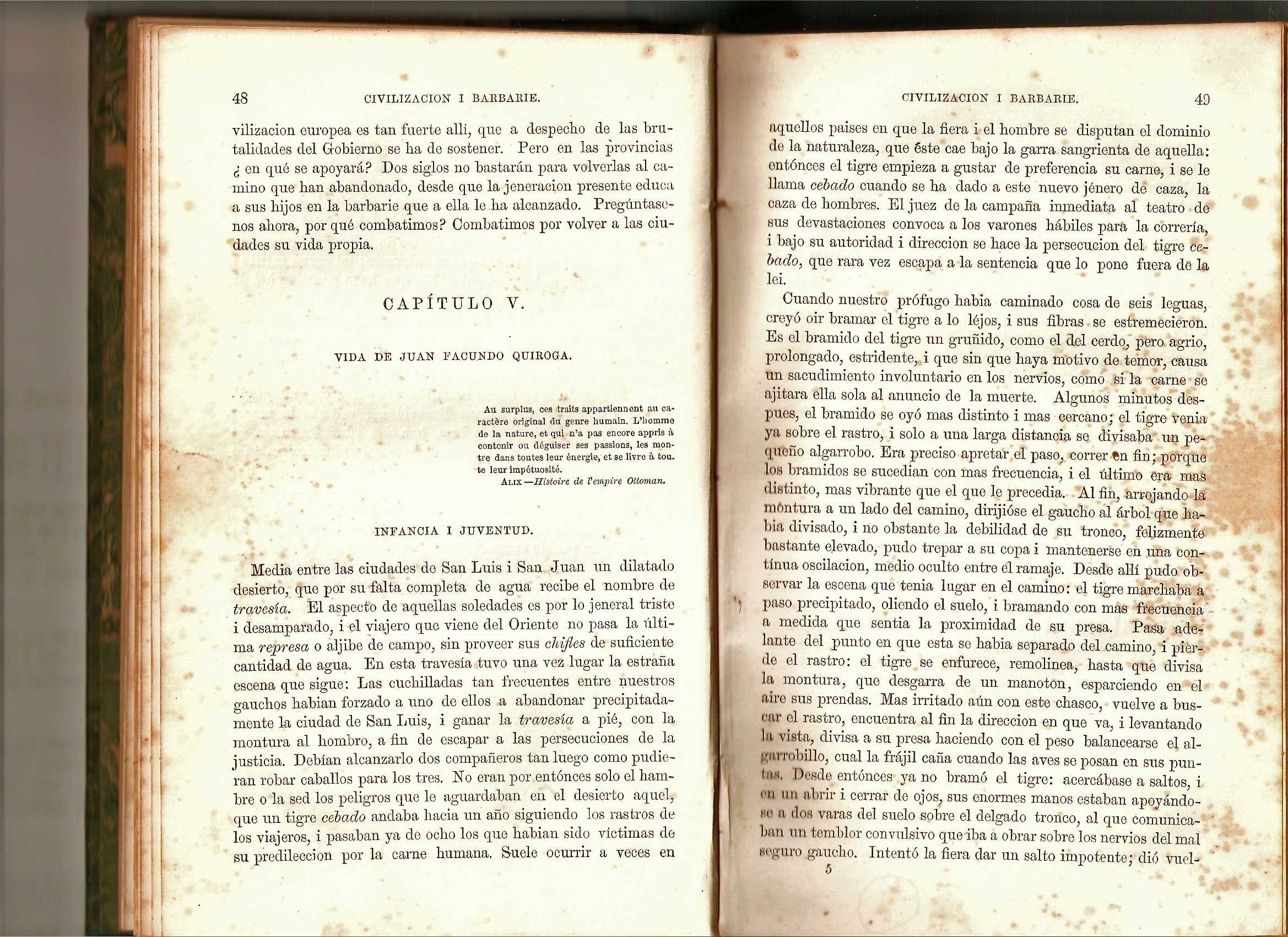
Civilización y Barbarie, 4.ª edición en castellano, París, 1874. El texto del libro sigue los conceptos de Sarmiento relacionados con la simplificación de la escritura, como por ej. reemplazar la «y» por la «i».

Durante su exilio en Chile Sarmiento participó activamente de las actividades culturales y educativas. Una de sus ocupaciones consistió en crear un sistema de aprendizaje de lectura moderno, que no obligase a estudiar de memoria sílabas aisladas como se acostumbraba en ese entonces, sino un método con fundamento pedagógico y una metodología progresiva. Publicó entonces su Método de lectura gradual (1849), en Santiago de Chile. Afirmaba que los anteriores silabarios habían malogrado los potenciales beneficios del método lancasteriano e incluyó consejos para «hacer más natural e intuitivo el aprendizaje», como simplificar el nombre de las consonantes. Así, por ejemplo, de acuerdo al sistema de Sarmiento, la «m» se llamaba «me» en vez de «eme». Se dejaba entre los contenidos finales el uso de las que llamaba «letras inútiles o convencionales», como la «h» o la «u» puesta después de la «q», y el reemplazo de la «y» por la «i».

## Masonería
Domingo Faustino Sarmiento fue iniciado en la masonería el 31 de julio de 1854, en la Logia Unión Fraternal de Valparaíso, Chile, cuando un grupo de intelectuales chilenos funda una logia denominada Unión Fraternal. En esa logia se inició Sarmiento junto a sus compatriotas Manuel Moreno y Domingo Rodríguez Peña.
Al regresar a Argentina, convencido de que la masonería es una escuela ideal para la perfectibilidad humana, continuó sus trabajos masónicos, fundando junto a otros catorce masones, el 29 de diciembre de 1855, la Logia Unión del Plata Nº 1, destacándose entre sus miembros: Miguel Valencia, abogado y legislador; Ricardo Lavalle, presidente de la Legislatura y de la Bolsa de Comercio; Santiago Rufino Albarracín, Ministro de Guerra y Marina; Federico Álvarez de Toledo Bedoya, estanciero y fundador de la Sociedad Rural y Carlos Casares, gobernador de Buenos Aires.
La formación de las logias Confraternidad Argentina Nº 2; Consuelo del Infortunio N° 3; Tolerancia N° 4; Regeneración N° 5; Lealtad N° 6 y Constancia N° 7 dio lugar a la fundación en 1857 del Gran Oriente Masónico para la República Argentina, presidido por el doctor José Roque Pérez. Marco en el cual se realizó, el 21 de julio de 1860, una tenida histórica, presidida por el Gran Maestre Dr. José Roque Pérez, participando de la misma el presidente de la República Argentina, Santiago Derqui; el general Bartolomé Mitre; el gobernador de Entre Ríos, Justo José de Urquiza, y el propio Domingo F. Sarmiento.
La actividad masónica de Sarmiento siguió siendo de gran importancia. Sarmiento recibió el grado 33.º, el máximo escalafón del rito escocés antiguo. Fue aceptado el 18 de julio de 1860, y el más alto cargo se lo entregó el Supremo Consejo Grado 33 para la República Argentina. En ese sentido, cuando en 1864 fue designado ministro embajador argentino ante los Estados Unidos, también se le otorgó la representación de la Masonería Argentina ante las Grandes Logias y Supremos Consejos del exterior, con la facultad de celebrar tratados de amistad. Eso permitió a Sarmiento vincularse a grandes personalidades públicas masónicas, entre las que se destacaba quien fue vicepresidente de Abraham Lincoln y, luego de su asesinato, presidente estadounidense, Andrew Johnson.
Sarmiento se alejó de las filas de la masonería en dos oportunidades. La primera vez que renunció fue cuando asumió como presidente de la República Argentina, en 1868.
Así lo confirmó el mismo Sarmiento en uno de los discursos que dio, luego de asumir la presidencia de los argentinos al priorizar el gobierno general, afirmando:

Un hombre público no lleva al gobierno sus propias y privadas convicciones para hacerlas ley y regla del Estado.

También en un banquete masónico de 1868, declaró:

Al manifestar mi profunda gratitud por el sentimiento que nos reúne aquí hoy día, para darme pública muestra de simpatías, me creo en el deber de expresar francamente mi respeto, mi adhesión a los vínculos que nos reúnen a todos en nuestra sociedad de hermanos.

Llamado por el voto de los pueblos a desempeñar la primera magistratura de una República, que es por mayoría de culto católico, necesito tranquilizar a los timoratos que ven en nuestra institución una amenaza a las creencias religiosas. Si la masonería ha sido instituida para destruir el culto católico, desde ahora declaro que yo no soy masón.
Declaro, además, que habiendo sido elevado a los más altos grados conjuntamente con mis hermanos los generales Mitre y Urquiza, por el voto unánime del Consejo de Venerables Hermanos, si tales designios se ocultan, aun a los más altos grados de la masonería, esta es la ocasión de manifestar que, o hemos sido engañados miserablemente, o no existen tales designios, ni tales propósitos. Y yo afirmo solemnemente, que no existen, porque no han podido existir, porque los desmiente la composición misma de esta grande y universal confraternidad. (…)
Hechas estas manifestaciones, para que no se crea que disimulo mis creencias, tengo el deber de anunciar a mis hermanos, que de hoy en adelante, me considero desligado de toda práctica o sujeción a estas sociedades.

Llamado a desempeñar altas funciones públicas, ningún motivo personal ha de desviarme del cumplimiento de los deberes que me son impuestos; simple ciudadano, volveré un día a ayudaros en vuestras filantrópicas tareas, esperando desde ahora que por los beneficios hechos, habréis continuado conquistando la estimación pública; y por vuestra abstención de tomar como corporación parte de las cuestiones políticas o religiosas que concurrieren, logréis disipar las preocupaciones de los que por no conocer vuestros estatutos, no os consideran como el más firme apoyo de los buenos gobiernos, el más saludable ejemplo de la práctica de las virtudes cristianas, y los más caritativos amigos del que sufre.

Volvió a la actividad masónica en 1874, como lo prueban las planchas que se encuentran en el Archivo del Histórico Recinto de la Masonería del Gran Oriente Masónico Argentino, en Capital Federal, donde aparece su nombre.
El 18 de abril de 1882 se aplicó a la Logia Obediencia de la Ley Nº 13. Ese mismo año asumió como Gran Maestre de la Gran Logia Argentina de Libres y Aceptados Masones para el período 1882-1885. El 12 de mayo aceptó su designación para el cargo, siendo acompañado por Leandro N. Alem, luego fundador de la Unión Cívica de la Juventud, quien ocupó el cargo de Pro Gran Maestre.
Sarmiento renunció al importante cargo al año siguiente, el día 15 de septiembre de 1883, siendo reemplazado por Alem. Esta segunda renuncia se habría dado por problemas de salud, o bien, en otro contexto, porque hubo encontronazos ideológicos dentro de la logia. El conflicto resulta bastante complicado de desentrañar, porque todo se mantuvo en secreto. Habría tenido que ver con el apoyo de Sarmiento a la ley de educación universal, laica y gratuita:
Cuando Sarmiento asumió el cargo de Gran Maestre de la Masonería Argentina en 1882, ejercía desde 1881 la Superintendencia de Consejo Escolar, trabándose en fuertes polémicas con otros miembros que respondían a la línea conservadora católica del entonces ministro de Instrucción Pública, Culto y Justicia, Manuel D. Pizarro. Siendo arbitrariamente destituido de dicho cargo por el presidente Julio Argentino Roca, se encontró al frente de la redacción de El Nacional, desde donde dio una doble y dura pelea contra el roquismo, por un lado, denunciando su maniobra de concentración de poder en sus manos y, por otro, en pro de la implantación de la educación común laica, en réplica constante contra el sector ultramontano militante que tenía su órgano de prensa combativa en La Unión.
Su período de Gran Maestre debería haber durado hasta 1885; sin embargo, en septiembre de 1883 renunció al mismo. Su renuncia se habría iniciado con la contestación pública que Sarmiento dio al presidente del Club Liberal, quien a través de la prensa lo había convocado como Gran Maestre de la Masonería a participar en la manifestación que se estaba preparando para el 16 de septiembre de 1883 en pro de la enseñanza laica, pidiéndole a su vez que oficiase de intermediario para que concurriesen a ella las logias de su obediencia.
En el invierno de 1888 se trasladó al clima cálido del Paraguay junto a Aurelia Vélez, la hija de Dalmacio Vélez Sarsfield, el autor del Código Civil, quien fue su compañera durante los últimos años de su vida. Allí murió el 11 de septiembre de 1888, negándose a recibir asistencia religiosa, y ordenando la no concurrencia de un sacerdote católico a su lecho postrero. La masonería de ese país le rindió honores. Cuando sus restos se trasladaron a la Argentina, sucedió igualmente de parte de la masonería argentina.

## Críticas y controversias
Si bien Domingo Faustino Sarmiento es considerado por la historiografía como una de las principales figuras argentinas del siglo XIX, su persona no se encuentra exenta de polémicas. Los numerosos escritos y artículos que escribió a lo largo de más de cincuenta años, cuya última recopilación insumió cincuenta y tres tomos y más de quince mil páginas, contienen algunos pasajes contradictorios y otros de notable violencia verbal, recurso utilizado por sus contemporáneos.
A la par de su impulso al desarrollo del país, se señalan la crueldad de las tropas nacionales bajo sus órdenes en la represión de las rebeliones de los últimos caudillos (como el asesinato del general Ángel Vicente Peñaloza) y las levas forzosas de gauchos para luchar contra los indígenas.
También es controvertida su posición respecto de los aborígenes, a los gauchos y a los judíos. En la misma línea de su famoso compañero unitario Esteban Echeverría, que desprecia al pueblo bonaerense y lo trata de «chusma», además de repudiar a negros y gauchos en El matadero (1840), Sarmiento dice a Bartolomé Mitre en una carta: «no ahorre sangre de gauchos, es lo único que tienen de humano». Tratando de excusar estos comentarios sobre los gauchos, José Ignacio García Hamilton señala que:

La palabra "gaucho" en el siglo XIX tenía un significado distinto del actual. Cuando Sarmiento le dice a Mitre "no ahorre sangre de gauchos, es lo único que tienen de humano", está hablando de Urquiza, es decir, de un empresario y ganadero muy rico. Gaucho quería decir marginal, delincuente o, políticamente, intolerante. Por eso a Rosas y a Urquiza les decían gauchos en este último sentido, es decir, caudillos bárbaros, que no permitían el disenso.

En relación con los aborígenes, se ha puesto en evidencia las múltiples facetas de la posición de Sarmiento ante los indígenas americanos y se ha corregido en lo posible la opinión bastante difundida entre los americanistas de que sentía odio hacia el indio y deseaba su total exterminio. Así se sostiene que Sarmiento tuvo "dos posiciones frente a los indios", englobándolos en los que estaban en estado salvaje y los otros, que habían sido asimilados a las ciudades, o sea, a la civilización. Mientras que a los primeros, que eran los que efectuaban los malones, los denominó "salvajes" u "hordas salvajes"; sintió simpatía por aquellos que se habían asimilado a la civilización. Sarmiento, al mismo tiempo, tuvo un interés etnográfico y arqueológico por el indio.

El enemigo de Sarmiento no fue el indio americano, sino el pesado lastre que dejó la colonización española, algunos de cuyos elementos involuntarios fueron el indio sobreviviente y el mestizo, con los estigmas que dejó en ellos la colonización.

La problemática de la relación con los indios venía desde la época hispánica y había continuado durante la época patria y durante la Organización Nacional. Los malones asolaban no solamente la frontera sino que periódicamente atacaban tanto a las áreas rurales como a los pueblos y durante la presidencia de Sarmiento era uno de los principales temas de la opinión pública nacional. En junio de 1870, el cacique mapuche Calfucurá reunió entre 3500 a 6000 guerreros y produjo un nuevo gran malón que atacó y arrasó Tres Arroyos continuando hacia Bahía Blanca, en donde mató a cincuenta criollos, se llevó a numerosas cautivas y se robó 80 000 cabezas de ganado.
En 1872 Calfucurá se puso nuevamente al frente de 8000 lanzas y emprendió otro malón que saqueó los pueblos de Veinticinco de Mayo, Alvear y Nueve de Julio y dejó un saldo de 300 civiles muertos, 500 cautivos y 150 000 a 200 000 cabezas de ganado robadas. Sarmiento organizó una expedición punitiva al mando del experimentado general Ignacio Rivas a quien le sumó un importante número de indios aliados como los borogas, pampas y ranqueles del cacique Catriel. Esta fuerza combinada —Ejército Argentino e indígena— venció a Calfucurá en la Batalla de San Carlos de Bolívar, el 11 de marzo de 1872.
En 1873, fallecido el cacique Calfucurá, el gobierno aprovechó la situación y venció nuevamente a sus guerreros, capturando Atreucó, uno de los principales campamentos del fallecido cacique. Recién durante la presidencia de su sucesor, Nicolás Avellaneda, la cuestión del indio culminaría con la Conquista del Desierto, llevada a cabo por el general Julio Argentino Roca.
Asimismo, se le critica su posición con respecto a la Patagonia, poniendo en duda la soberanía argentina sobre dicha región. Sin embargo, esta posición no fue sostenida posteriormente por el sanjuanino: en una carta del 15 de febrero de 1881, un mes después de la entrada de las tropas chilenas en Lima, aconsejaba al entonces diputado chileno José Manuel Balmaceda:

He debido esperar para contestarle, que el rumor de las batallas cese; que los actores cuenten todas las escenas del gran drama, para darle a Ud. mi opinión sobre la política que debe seguir Chile después de su grande victoria en el Pacífico: Negarse la entrada en el Atlántico y tener el coraje de no tener razón en Magallanes ni Patagonia, so pena de constituir un estado desde Tarapacá hasta Santa Cruz, con mil quinientas leguas de largo, sin ancho apreciable, tres repúblicas y dos mares a guardar.

## Homenajes

### Día del Maestro

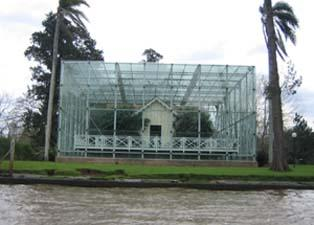
Casa Museo Sarmiento en El Tigre, protegida con vidrios.

En 1943 durante la primera Conferencia Interamericana de Educación, reunida en Panamá, estableció como Día Panamericano del Maestro en las Américas al 11 de septiembre en homenaje al fallecimiento de Domingo Faustino Sarmiento:

“Considerando: que es actividad fundamental de la Escuela la educación de los sentimientos, por cuyo motivo no debe olvidarse que entre ellos figura en primer plano la gratitud y devoción debidas al maestro de la escuela primaria, que su abnegación y sacrificio guía los primeros pasos de nuestras generaciones y orienta el porvenir espiritual y cultural de nuestros pueblos; que ninguna fecha ha des ser más oportuna para celebrar el día del maestro que el 11 de septiembre, día que pasó a la inmortalidad, el año 1888, el prócer argentino Domingo Faustino Sarmiento.”

### Museos
Actualmente existen distintos museos dedicados a la figura de Sarmiento, algunos de los cuales le sirvieron de residencia.
- Su Casa Natal en la Ciudad de San Juan, levantada por el trabajo de su madre. Fue utilizada por Sarmiento como residencia y casa de gobierno durante su gestión como gobernador.[82]
- La Escuela de San Francisco del Monte de Oro, fundada por Sarmiento en 1826 a la edad de 15 años. Consiste en un típico rancho de muros de adobe, techado con torta de paja y barro sobre envigado de madera. Fue declarado Monumento Histórico Nacional en 1941. Se encuentra resguardado por un templete de hormigón, construido en 1957. Está precedido por un amplio patio de actos, con mástil, estatua del prócer y numerosas placas conmemorativas.[83]

- La Casa Museo Sarmiento, ubicada en la sección de islas de Tigre, en la provincia de Buenos Aires, situada sobre el Río Sarmiento y que funciona como museo y biblioteca. Utilizada como casa de recreo, Sarmiento fue uno de los primeros en adquirir un terreno en el sector isleño, en 1855, así como uno de los principales impulsores de su colonización, escribiendo numerosos artículos donde defendía las ventajas y posibilidades de explotar esa zona, que fueron recogidos póstumamente en su libro El Carapachay, como llamaba a la región de islas, nombre guaraní que hoy lleva uno de sus ríos.[84]

- El Museo Histórico Sarmiento, ubicado en el barrio porteño de Belgrano, en el edificio que funcionó temporalmente como sede del gobierno nacional, antes de que sea declarada Capital Federal. Guarda la colección de objetos más importante dedicada al prócer, entre ellos, el célebre retrato que le hizo su nieta Eugenia Belín.[85]

- La última casa que tuvo Sarmiento en Buenos Aires, donde vivió entre 1875 y 1888, es actualmente sede de la Casa de la provincia de San Juan, por lo que a pesar de no ser un espacio dedicado propiamente al prócer, permanece abierta al público general.[86]

### Monumento funerario

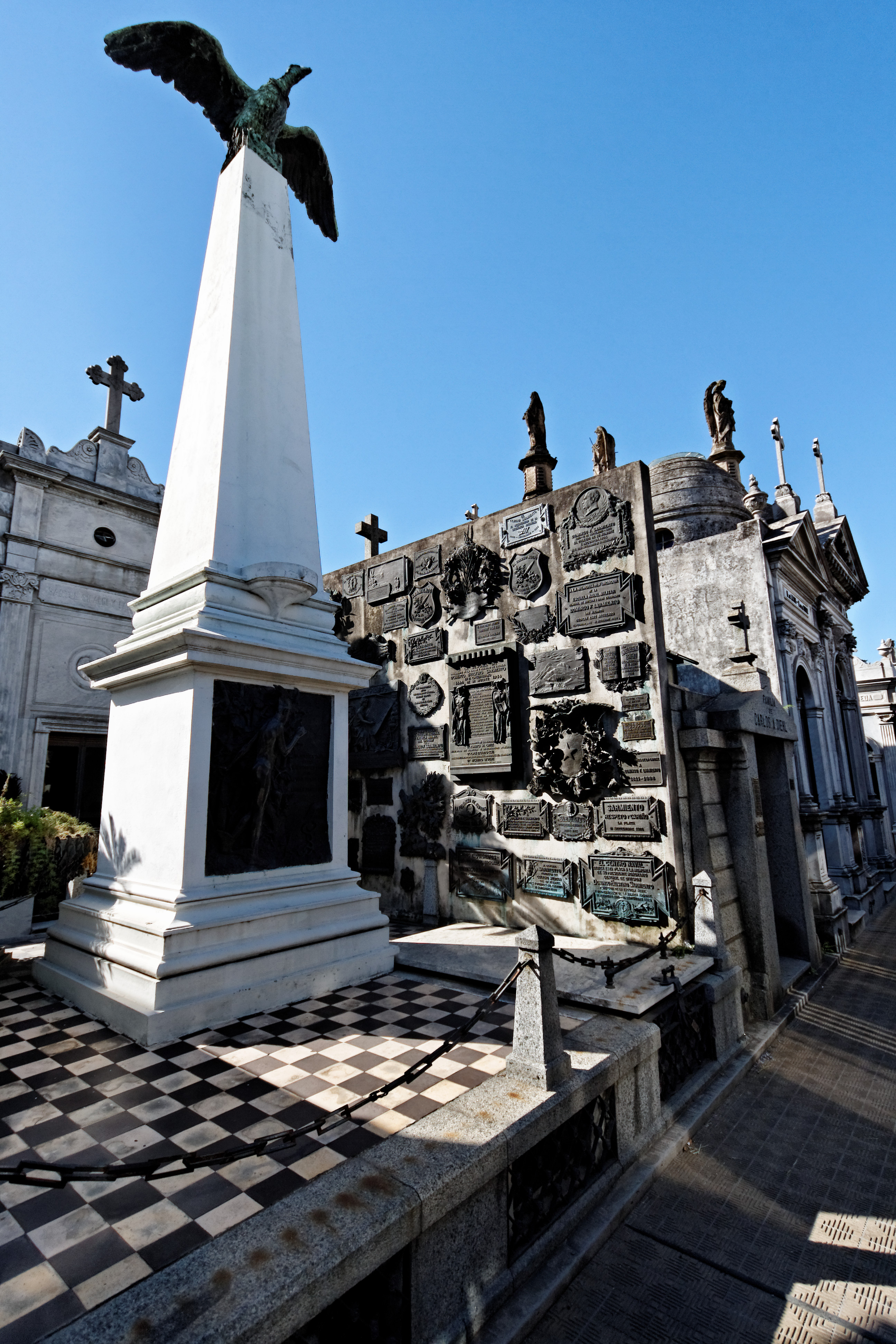
Mausoleo de Domingo Faustino Sarmiento en el Cementerio de la Recoleta.

A principios de siglo XX se edificó sobre la tumba de Domingo Faustino Sarmiento, ubicada en el Cementerio de la Recoleta, un monumento funerario en su honor.
El diario La Nación, en su edición del 19 de junio de 1900, titulaba:  Monumento a Sarmiento. Nombramiento de la comisión ejecutiva:

En la reunión celebrada ayer por los iniciadores de la erección del monumento a Sarmiento, en la tumba que guarda sus restos en el cementerio Norte, quedó definitivamente constituida la comisión ejecutiva de los trabajos a realizarse para dar práctica a la iniciativa. Hoy se organizarán las comisiones provinciales y mañana se darán a publicidad. La comisión ejecutiva ha quedado compuesta de la siguiente manera: presidentes honorarios: teniente general Bartolomé Mitre, Dr. Carlos Tejedor, señor José Posse, Dr. Mariano Varela, presidente: Rafael A. Cobo, vice presidente: Eustaquio Díaz Velez, vice presidente 2° general Manuel Campos (...).

### Monumentos
Muchos monumentos se han levantado en honor a Domingo Faustino Sarmiento, tanto en Argentina como en el exterior. Entre ellos sobresalen el Monumento a Sarmiento ubicado en el Parque Tres de Febrero, en Buenos Aires, estatua en bronce realizada por el célebre escultor francés Auguste Rodin y el conocido altorrelieve Ofrenda floral a Sarmiento, obra del francés Émile Peynot, en El Rosedal de Buenos Aires.

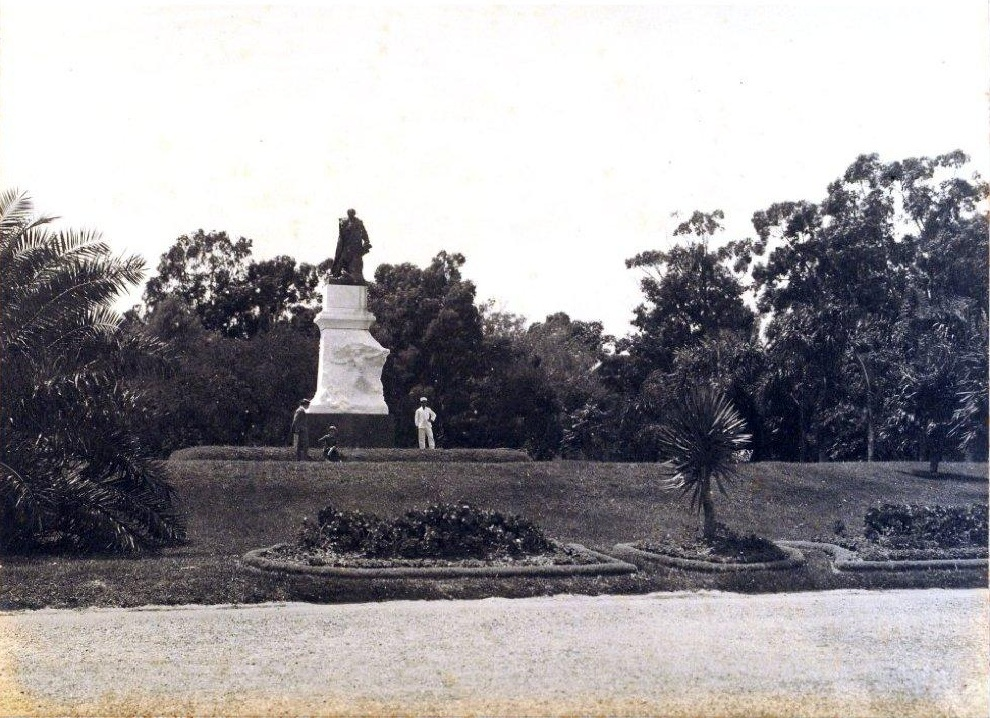
Monumento en el Parque Tres de Febrero, Buenos Aires, de Auguste Rodin, inaugurado para el Centenario Argentino
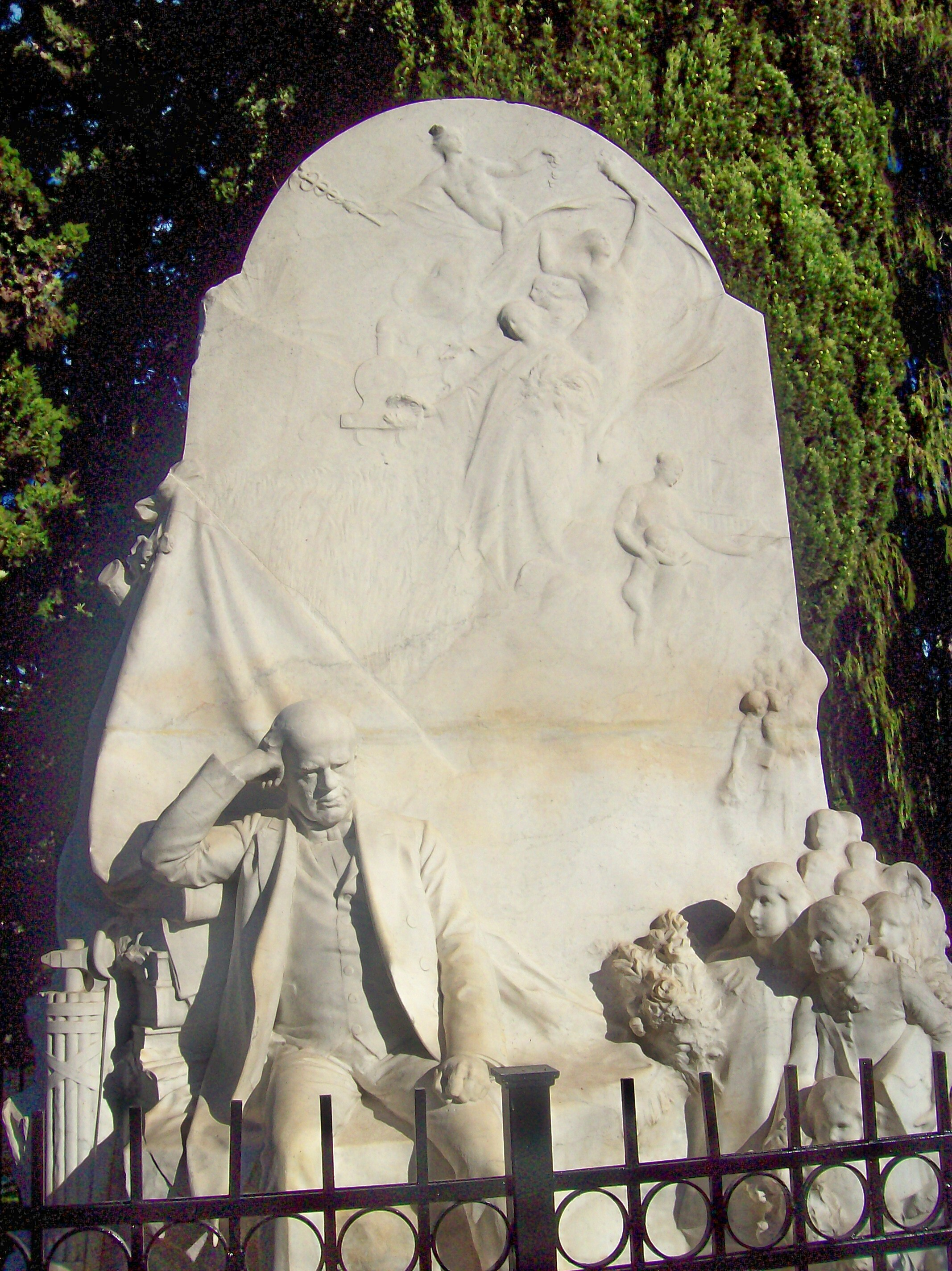
Ofrenda Floral a Sarmiento, de Émile Edmond Peynot, en El Rosedal, Buenos Aires.
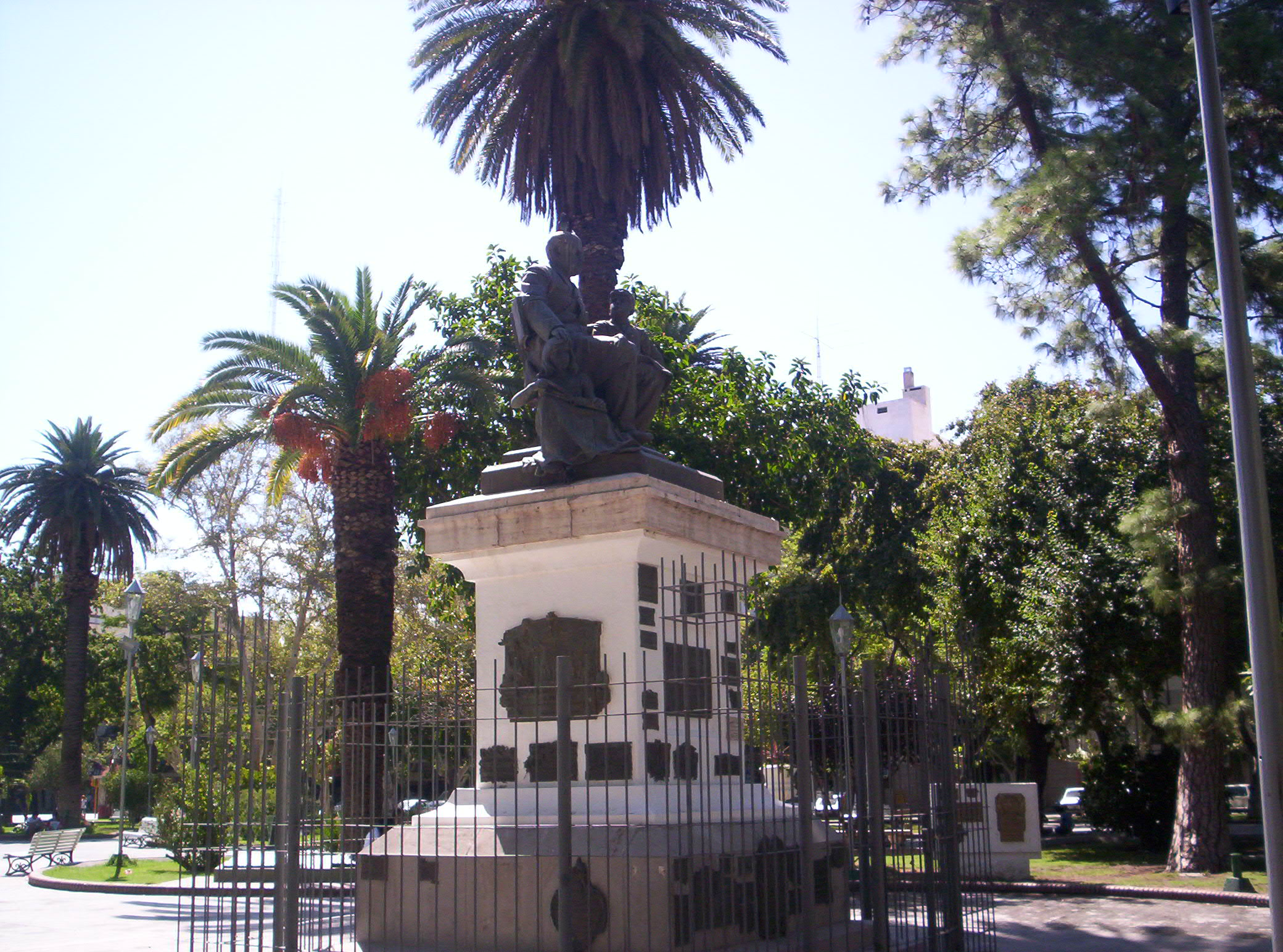
Monumento en su ciudad natal, San Juan
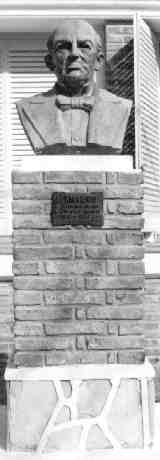
Busto en el pueblo de Lucio Vicente López, Argentina.
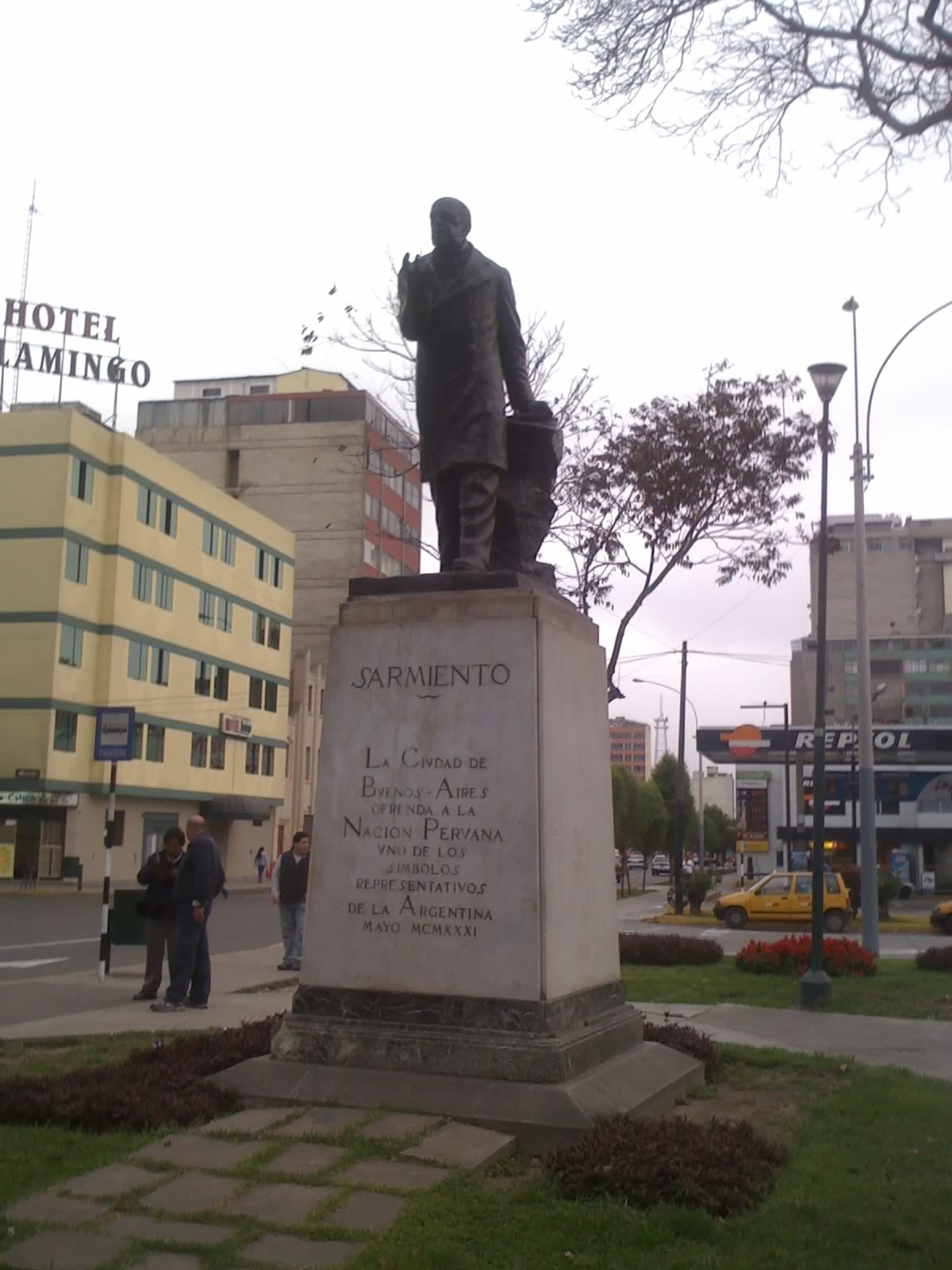
Monumento en Lima, Perú; fue donado por la ciudad de Buenos Aires
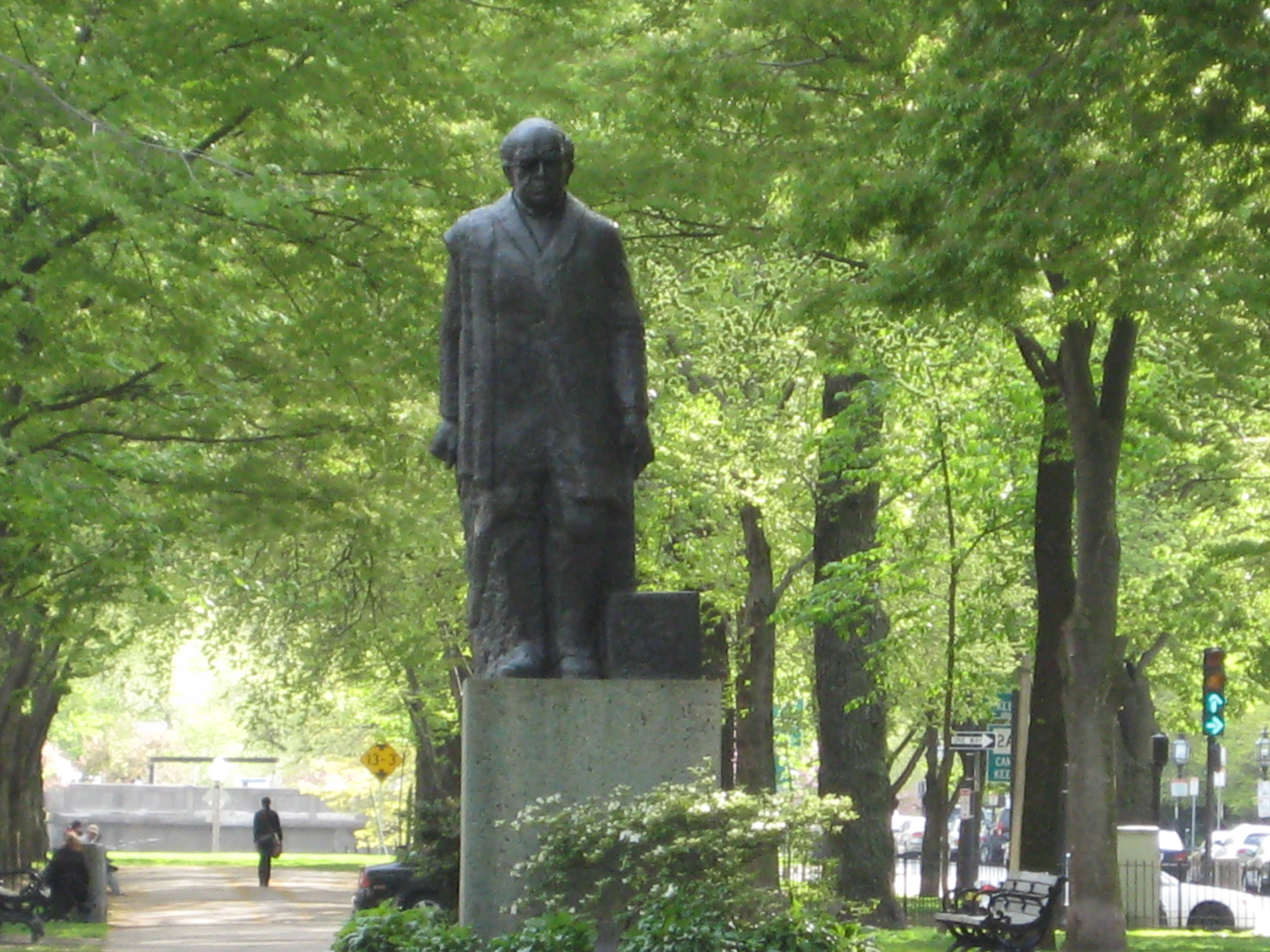
Monumento en Boston, Estados Unidos.
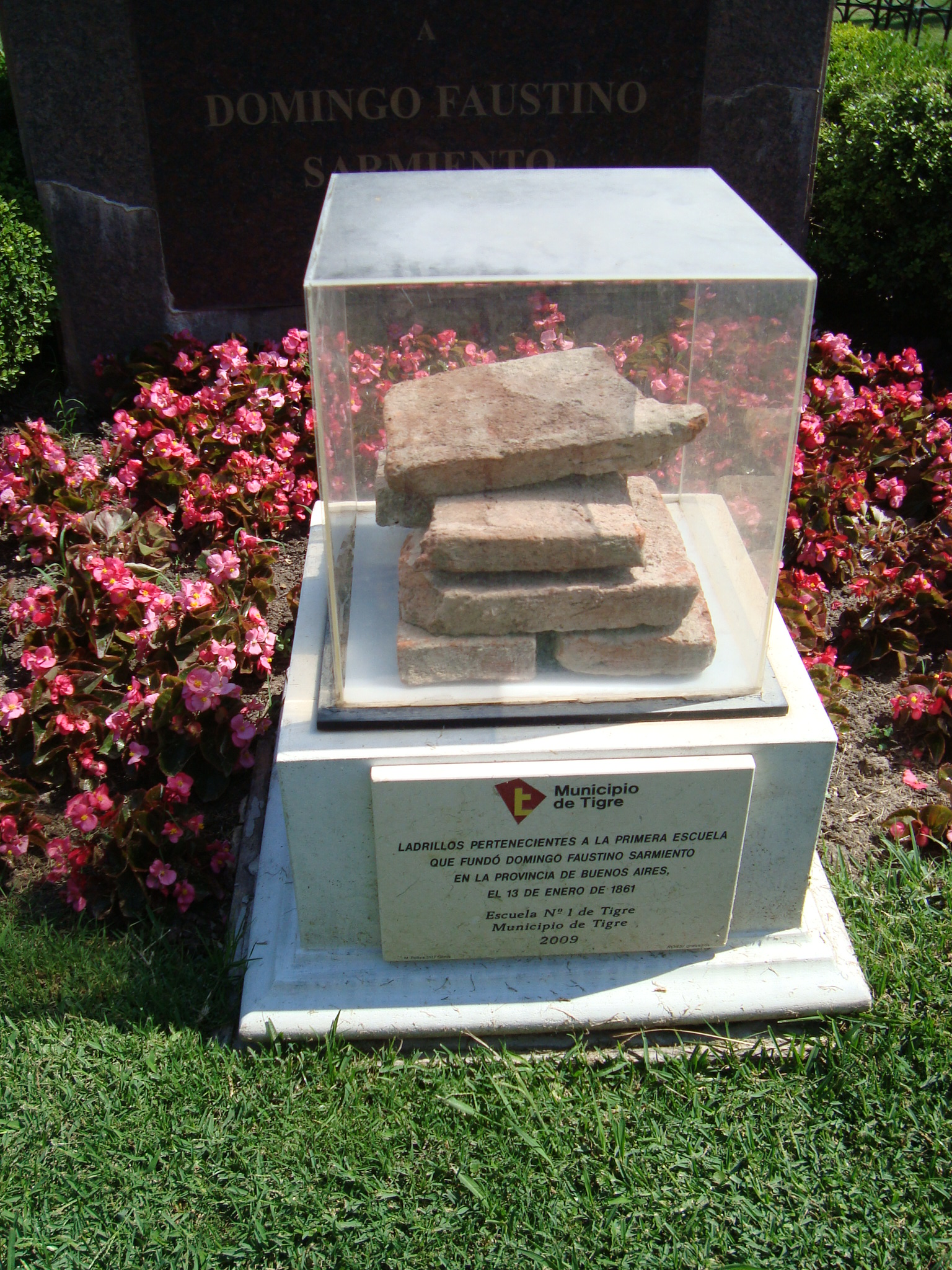
Ladrillos de la primera escuela que fundó, en la provincia de Buenos Aires
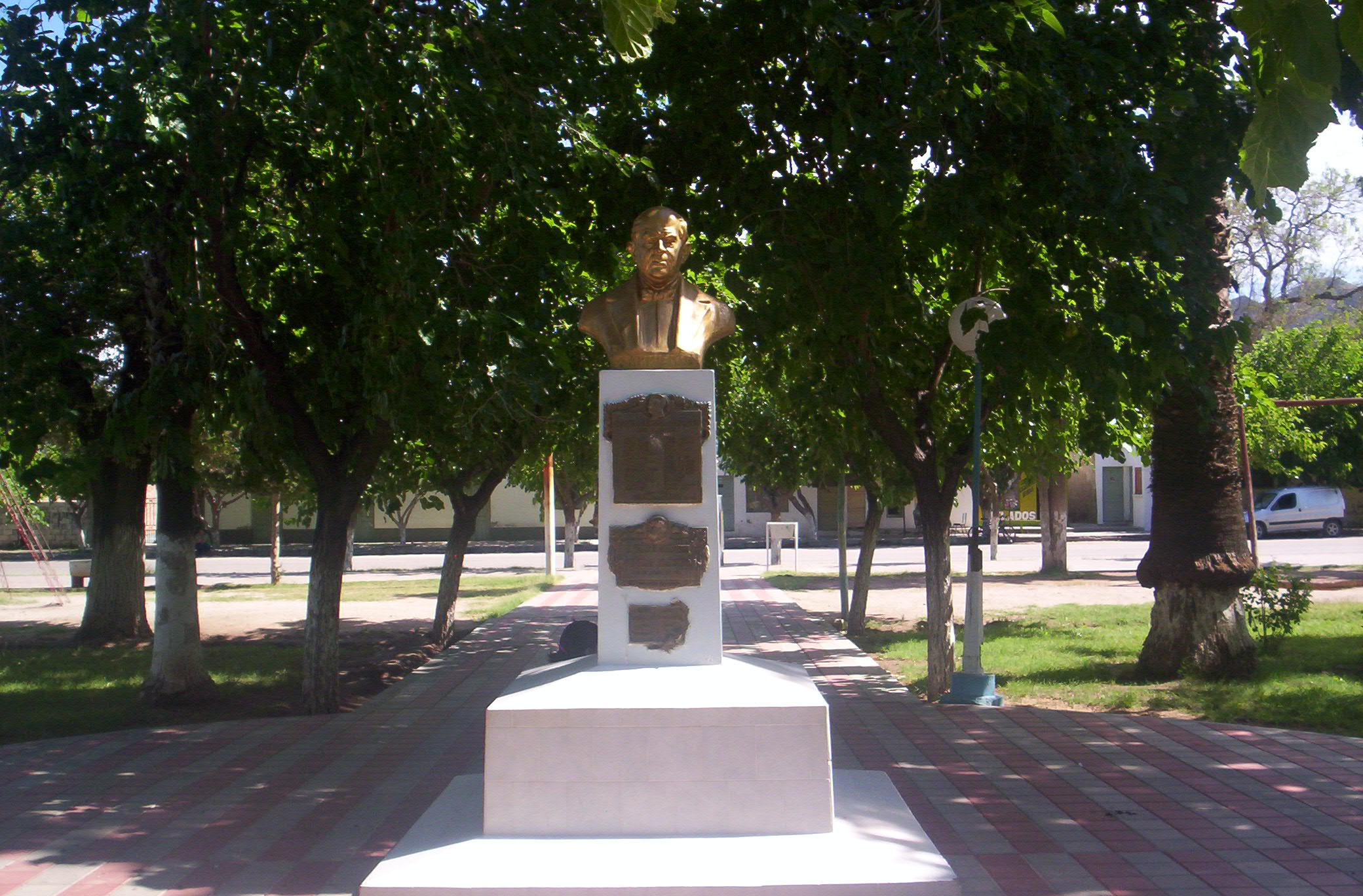
Busto en la localidad de Villa San Agustín, en  Valle Fértil, San Juan, Argentina.
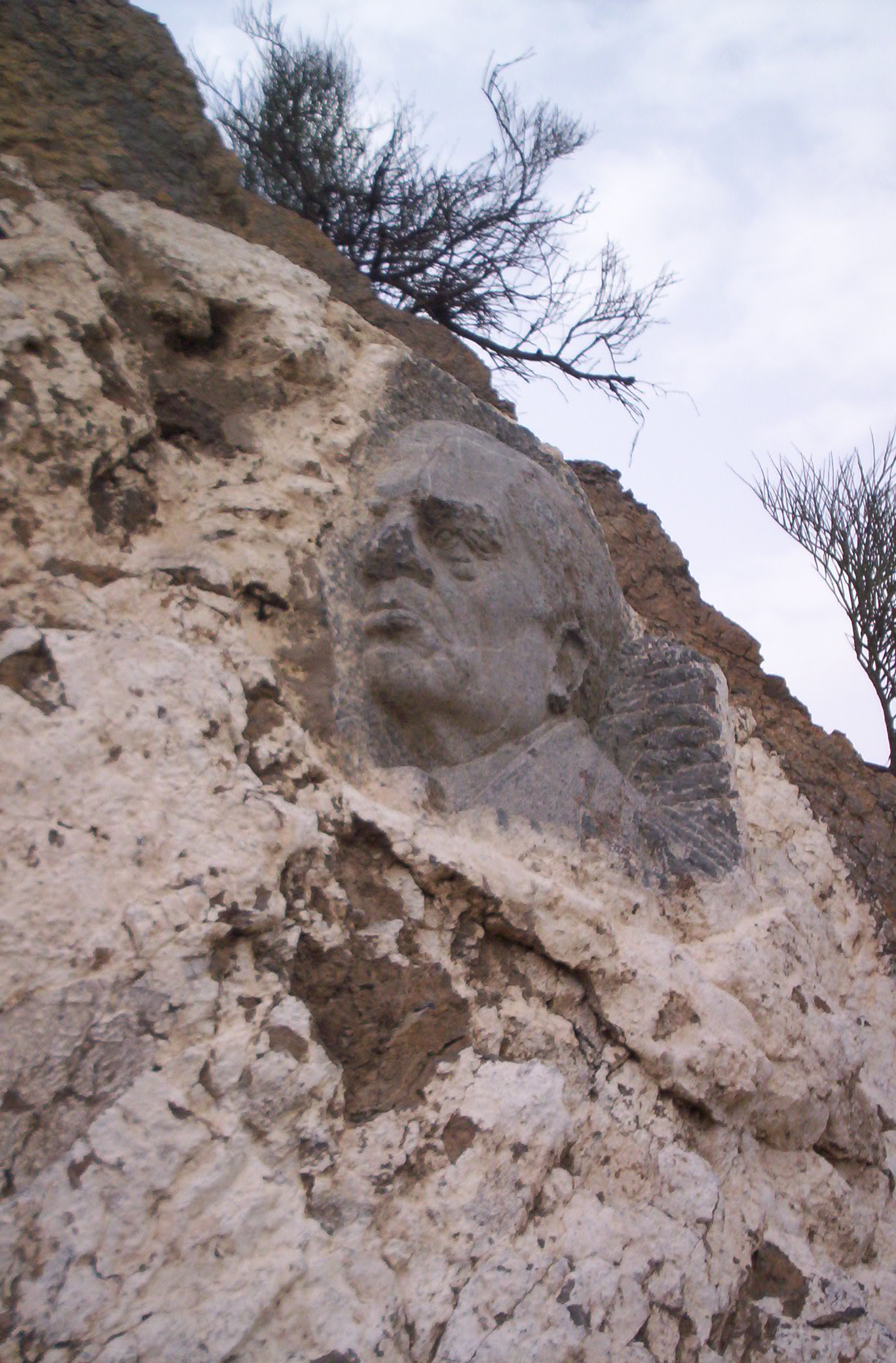
Retrato esculpido en la Sierra de Marquesado, en San Juan
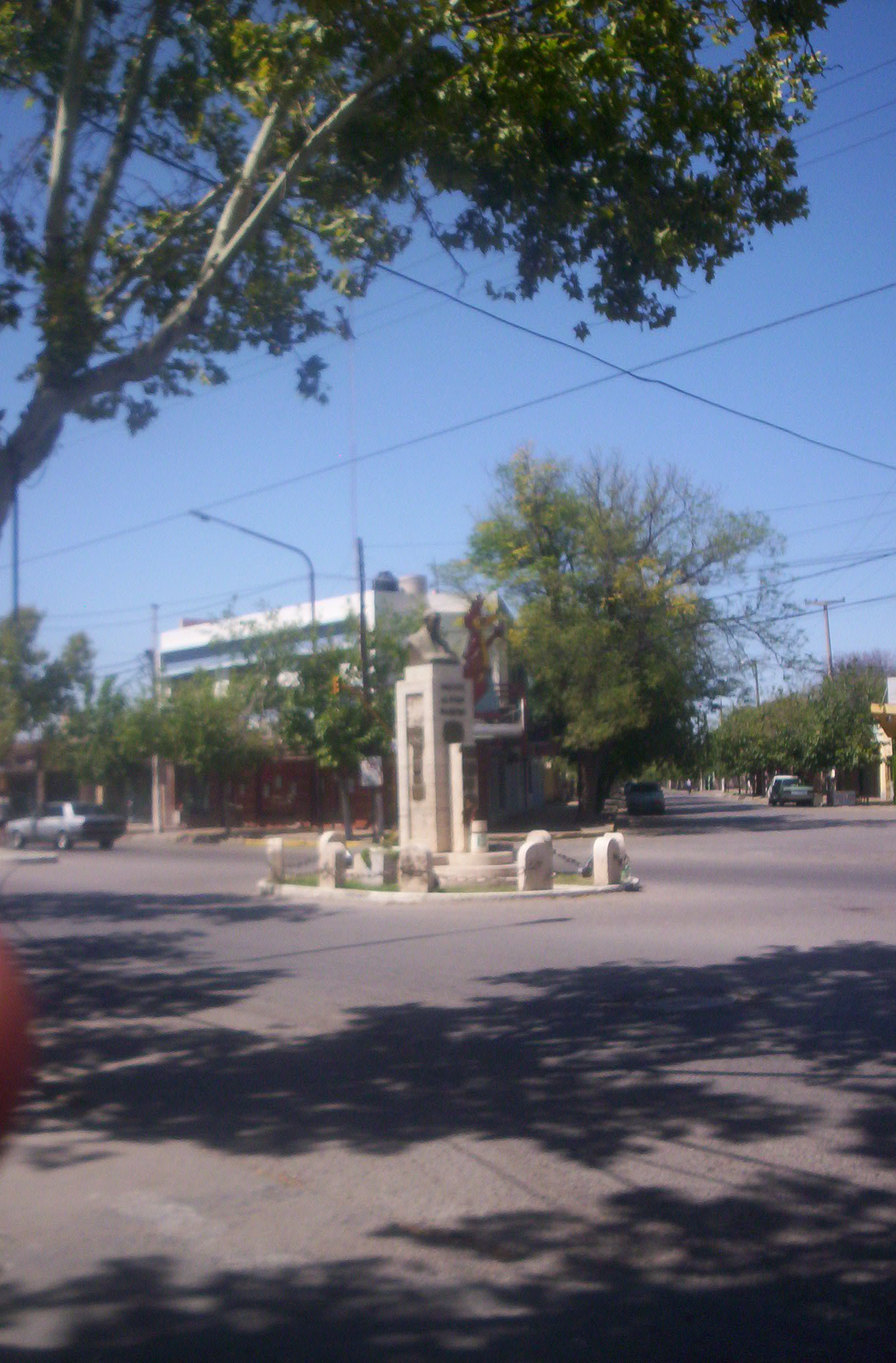
Monumento a Sarmiento en Caucete, San Juan
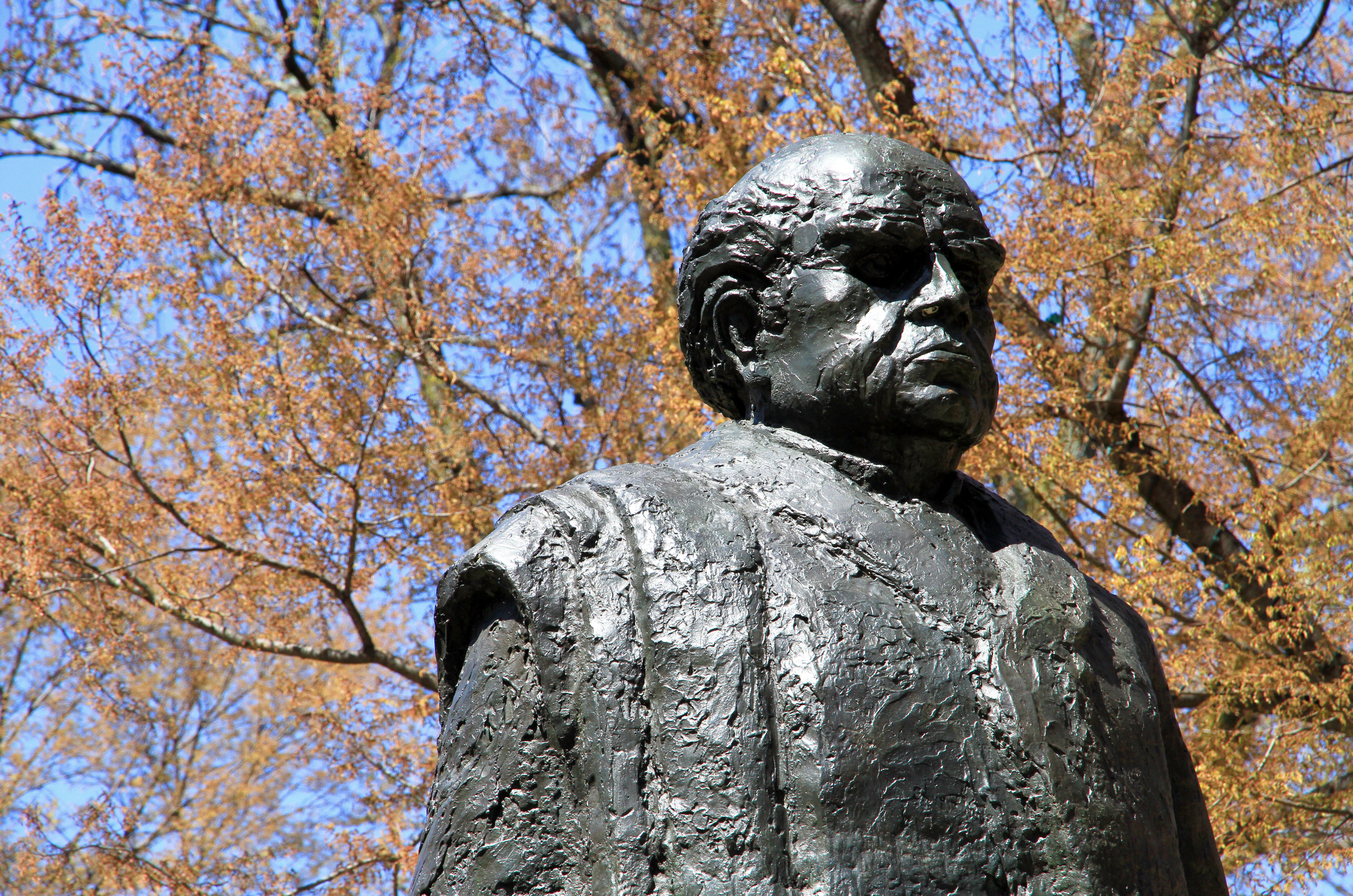
Monumento en Boston, Massachusetts

### Papel moneda
Otro reconocimiento a Sarmiento por parte del Estado Argentino es la colocación de su imagen en los billetes de 100 australes (1985-1992) y el de 50 pesos de curso legal. En 2014 se creó un billete con la figura del gaucho Rivero y las islas Malvinas del mismo valor, y en 2018 se creó otro con la figura del cóndor andino de la serie «Animales autóctonos de Argentina» con los que coexiste.

### Himnos
Se conocen dos himnos en honor a Domingo Faustino Sarmiento. El primero fue creado por Segundino Navarro, con música de Francisco Colecchia, mientras que el segundo fue creado por Leopoldo Corretjer. El creado por Navarro es entonado en la provincia de San Juan, mientras que el de Corretjer es escuchado en el resto del país.
Sin embargo consta como antecedente que en una ceremonia realizada en Barracas a mediados de 1900 por 1200 alumnos de las 11 escuelas del Distrito 8.º de la Ciudad de Buenos Aires, presidido por Benito Carrasco, primer homenaje infantil a Sarmiento, se ejecutó un himno en su honor compuesto por un profesor de música apellidado Rolón y con letra de B. V. Charras.